# 南京事件論争
南京事件論争（ナンキンじけんろんそう）とは、日中戦争（支那事変）中の1937年（昭和12年）12月に遂行された南京戦において発生した南京事件における虐殺の存否や規模などを論点とした論争である。論争は日中関係を背景に政治的な影響を受けている。

## 論争史
この事件は、日本政府（外務省）も東京の陸軍中央も、発生直後から南京事件に気付くこととなり、外務大臣広田弘毅から石射東亜局長を通して陸軍省軍務局に厳重注意の申し入れがあり、杉山元陸軍大臣にも軍紀粛正を要望していた。東京の陸軍も、南京での日本軍の虐殺・不法行為の問題を知っていたことが、当時の高級軍人の記録・証言で明らかになっており、後に陸軍大臣となる阿南惟幾は、南京事件直後に現地を視察した結果、「言語に絶するものあり」と述べていた。その様な状況の中で、陸軍中央からの調査を受けて、松井石根中支那方面軍司令官は2月に日本に召還され、第10軍・上海派遣軍の司令官も解任される。
この南京での事件は、連合国軍占領下の日本で行われた極東国際軍事裁判（東京裁判）で認定されたことにより広く知られるようになった。この認定により、南京事件は日本人に衝撃を与えたが、以降は事件への関心は薄れた。なお、この東京裁判では、南京事件を抑えることができなかったとして当時の国際慣習法では責任を問われなかった上官の部下の行為に対する責任（不作為責任）で有罪とされた被告もおり、それらの是非をめぐる議論が続いている（極東国際軍事裁判 § 裁判の評価と争点）。
1971年朝日新聞で本多勝一が『中国の旅』を連載すると、「百人斬り競争」を虚構とする山本七平や鈴木明との間で論争となった。1982年には戦後は事件に触れることがほとんどなかった中国から抗議を受け、日本政府は検定教科書への近隣諸国条項で沈静化を図るなか、田中正明が虚構説を発表し、否定派を代表した。1989年の偕行社編『南京戦史』は「不法殺害とはいえぬが」「捕虜、敗残兵、便衣兵のうち中国人兵士約1万6千、民間人死者15,760人」と推定した。
否定派は1995年の終戦50年不戦決議阻止運動とも連携し、あらたに東中野修道と佐藤和男らが捕虜殺害を国際法上合法と主張し、吉田裕と論争になった。
中国系アメリカ人の団体がラーベ日記の復刻や、作家のアイリス・チャンを支援し、論争が国際化したが、J.フォーゲルらからチャンの本には間違いが多いと酷評された。英語圏では、政治的利害を排した「中間派」の研究が増えていると中間派は主張する。否定派は、後述するように中国側の誇張をプロパガンダとして厳しく批判している。
中国政府は、日本の虐殺肯定派が犠牲者数「20万未満」と考えていることに対して、自分らの考えと全く異なるものだと見做すようになったとされる。日本の側から加害者の意識を強調する松岡環の考え（ただし30万説は支持していない）を中国は支持しているとも言われる。
90年代以降の日本での論争は、「まぼろし派（否定派）」の新たな論客が目立っているとも秦郁彦は考える。一方で、「虚構説」の論理は、破綻しており「あったこと」が正しいことは学問的に決着がついたと肯定派の笠原十九司は主張している。
否定派である自民党の戸井田徹、西川京子などの国会議員による「日本の前途と歴史教育を考える議員の会」は、南京問題小委員会委員長であった衆議院議員の戸井田徹による2007年の衆議院内閣委員会での答弁などによって、東中野修道、佐藤和男らの説を含めた検討結果を発表。またその結果を日本語、英語の二か国語収録した「南京の実相」として出版し、これを米国国会議員などに配布して「南京で日本軍の虐殺はなかった」と主張した。
日中歴史共同研究では、両国の歴史の専門的な研究者による日中共同研究が行われ、2010年1月に報告書が発表された。日本・中国双方とも中国兵・中国民間人への虐殺があったことを結論づけた。虐殺の規模は、日本側は２０万人を上限として、４万人、２万人など諸説ありとし、中国側は総数３０万人余りとした。また、戦争の原因も、日本側は、大半は日本側が作り出し、日本軍による様々な非違行為があったとしたものの、侵略戦争だったとの断定は避け、中国側は「対中国侵略戦争」と明記した。
南京事件にまつわる訴訟として、東史郎の「郵便袋裁判」（東側が敗訴）、百人斬り裁判（原告敗訴）、東中野修道の「夏淑琴による名誉棄損裁判」（東中野側が敗訴）などがある。
現在も、日本・中国の事件肯定派と日本国内の保守派を中心とする事件否定派との摩擦は頻繁に見られる。このような状況について、日中歴史共同研究に参加した北岡伸一（安倍談話有識者会議座長代理）は、日中歴史共同研究を振り返り、「南京事件について、日本軍の虐殺を認めたのはけしからんという批判がある」が、「虐殺がなかったという説は受け入れられない」とし、「日本人の一部に南京事変は存在しなかったと主張する人たちがいること」も中国側の根強い反日感情の要因だと指摘している。

## 各派の主な論者とその特徴
「南京事件」、「南京大虐殺」について論じる諸氏は、自他を分類する諸説を提示している。
- 秦郁彦は、「大虐殺派」（本多勝一、洞富雄、南京事件調査研究会）、「中間派」（秦、板倉）、「マボロシ派」（鈴木明、田中正明）と分類[28]。マボロシ派は中国では「虚構派」と呼ばれる[28]。秦は2007年時点では、マボロシ派と中間派の影響力が伸びて、大虐殺派は低落しつつある、と述べている[28]。軍事史家原剛も大虐殺派、中間派、まぼろし派（虐殺否定説）に分類[29]。
- 笠原十九司は「南京事件七〇年の日本と世界」および『南京事件論争史』の中で「史実派」と称し、中間派を「虐殺少数派」した[30]。原剛は、「いわゆる『南京事件の不法殺害』」の中で「史実派というのが適切な呼称であるかどうか極めて疑問がある。本論で論じるように、実証性と合理性に欠けた論を、史実派などと言えるだろうか。」と述べた[31]。
- 野村耕一は、「虐殺派」（笠原十九司、吉田裕）、「中間派」（櫻井よしこ、 原剛）、「まぼろし派」（鈴木明、田中正明）に分類[32]。
- 星山隆は、「虐殺肯定派」（笠原十九司）、「中間派」（北村稔）、「虐殺否定派」（東中野修道）に分類[33]。

以下の区分、「派の名称」、誰をどこに属するとするかは、あくまで研究者ごとに異なる呼び方や分け方であり、ひとつの目安である。
大虐殺派・虐殺肯定派
戦後、極東国際軍事裁判、南京軍事法廷で証言や報告史料を積み重ねる形で、20万人以上、30万人という殺害数が判決で示された。現在、30万人-20万人以上という数字を示すのは以下のような主に中国およびアメリカ合衆国の研究者とされる。
- 中華人民共和国政府・南京大虐殺紀念館
- 国軍歴史文物館（中華民国）[34]
- 孫宅巍
- アイリス・チャン
- オーナ・ハサウェイ（イェール・ロー・スクール教授、　アメリカ国防総省特別顧問[注釈 1])
- スコット・シャピーロ(イェール・ロー・スクール教授[35])

以下の日本の研究者の場合、例えば笠原十九司の様に11万9千人以上の犠牲者を主張するが、南京城内民間人犠牲は1万2千人程度と主張、主たる違法殺人は中国兵への殺人であるとする。
- 家永三郎
- 井上久士[37]
- 小野賢二[37]
- 江口圭一[28][30]
- 笠原十九司[28][32][33] - 笠原は本人を含めて史実派と自称[30]。
- 高崎隆治[37]
- 姫田光義[28]
- 藤原彰[28][30]
- 洞富雄[28][30]
- 本多勝一[28]
- 吉田裕[28][32]
- 渡辺春巳[37]
- 南京事件調査研究会[28]

まぼろし派・虐殺否定派
- 阿羅健一[29]
- 勝岡寛次[38]
- 黄文雄[39][40]
- 鈴木明[28]
- 石平[41]
- 田中正明[28][29][42][13][29] - 田中本人は虐殺否定派と自称[13]。
- 冨澤繁信（日本「南京」学会理事）
- 東中野修道[29][33]（日本「南京」学会会長）
- 藤岡信勝
- 水間政憲 - PHP研究所より南京事件否定[要出典]などの書籍を多数発行。
- 山本七平[43]
- 渡部昇一[29]
- 百田尚樹 - 『日本国紀』等で否定論を資料根拠を示さず展開した[44]。
- ケント・ギルバート[45]
- ヘンリー・スコット・ストークス - 「いわゆる『南京大虐殺』はなかった」とし、事件は中華民国政府のプロパガンダだったとする[46]。
- 南京事件の真実を検証する会 - 民進党・自由民主党から構成される議員連盟。
- 日本の前途と歴史教育を考える議員の会 - 自由民主党内の議員連盟。

中間派
- 板倉由明[28]
- 北村稔[33] - 日本軍による組織的大虐殺そのものについては否定しつつ、個別の殺害事案については、彼が資料的根拠の確認できたものについては認定する。 北村は、南京裁判にて検察側が提示した「20万人の虐殺」について、「中華民国による戦時宣伝の虚構」とし、｢曾虚白自伝](1988年出版)に基づいてその宣伝を担ったのがティンパーリだとし、その根拠付けを図ったり、「10数万人の遺体を埋葬処理した」と称する崇善堂の実務能力につき、この団体の人数・装備では自称通りの日程で自称する数の遺体を処理することは不可能と主張する。一方で、幕府山捕虜殺害事件（被害者数約1万8千）については、日本人経営の中国語紙『新申報』を上海図書館にも1937年分と1938年分が欠けていたため米議会図書館からマイクロフィルムを入手し、中国軍捕虜2万人に関する報道がある時点から消えたことから、当時の日本軍による非行と位置付けている[47]。2007年北村は便衣兵や捕虜の殺害は認定した上で、一般市民を対象とした「虐殺」はなかったと述べた[48]。虐殺派の笠原十九司は北村を否定派とする[49]。
- 櫻井よしこ[32] - ただし「まぼろし派・虐殺否定派」が主賛同者である映画『南京の真実』（南京事件を歴史的事実に基づかない政治的創作とした）の賛同者に名を連ねている[50]。
- 中村粲
- 秦郁彦[28]
- 原剛[32] - 中国政府の「大虐殺説」は人口や当時の兵力、また崇善堂記録や魯甦証言の信憑性から成り立たないとするが、虐殺否定説の戦時プロパガンダ論では事件がなかったことを立証したことにはならないとする[29]。また日本側の捕虜や中国人への蔑視だけでなく、中国側の民衆保護対策の欠如も事件の要因とする[29]。
- 偕行社『南京戦史』[51]
- 山本昌弘[52]
- D.アスキュー[53]
- ボブ・T.ワカバヤシ[53]
- ジョシュア・フォーゲル[53]
- T.ブルック[53]

## 主要な論点

### 犠牲者数
事件の犠牲者数については30万人説からゼロまで諸説あり、その背景として、「虐殺」の定義、地域・期間、埋葬記録、人口統計など資料検証の相違がある。
- 30万人以上 - 1947年の国民政府による南京軍事法廷判決書[56]。中国共産党政府の見解はこれに依拠している[55]。目撃者･生存者の証言を積み上げて南京城内外･揚子江沿岸近辺で殺害され、死体を焼却されたもの(実際には焼却されずに揚子江に流されたものも含む)が19万人以上、南京城内外で慈善団体に埋葬された遺体が15万人以上で、総数30万人以上であろうとする[57]。南京城外の犠牲者数は入れずに、この数になるとする説もある[58]。南京城内だけで30万人とする説であれば資料的根拠が乏しく、日本側の学者からは支持されていないとされる[59][55][56]。
- 20万人 - 極東国際軍事裁判判決[55]。後日の見積もりによるとして、日本軍が占領して最初の６週間で南京とその周辺で殺害された数とする。揚子江岸で３日以内に殺害された中国兵捕虜が3万人以上、郊外の南京からの難民で飢餓や拷問にあって死んだものがある他に、南京城内外で埋葬隊等に埋葬された数が15万5千であることで裏付けられるとする[60]。松井司令官に対する個別判決文では 10 万人以上[55]。南京城内だけで20万人という説であれば、日本の学者の支持する意見でないとされる（笠原十九司が20万近くの可能性を示唆するが、周辺の農村部被害などを含めた数であり、しかも本人の説の一部である[61]）。

これ以下が、日本側の学者からおもに支持されている意見とされる。ただし、当然、揚子江での虐殺で目撃されていないもの、路上･家屋内での殺害で家人･近隣住民によって埋葬されたものが多数あることは考えられ、上限を設ける説についてはその根拠を十分検討する要がある。
- 11万9000人以上 - 笠原十九司が、南京郊外を含む説としては、中国兵犠牲8万、民間人犠牲3万9千（南京城内：1万2千人、農村部：2万7千人）、計11万9千人以上という[61]。
- 4万人 - 秦郁彦は、中国兵犠牲3万、一般人犠牲者1万人（南京城市のみ）で、4万人を上限とした[62][注釈 2]。ほか久野輝夫は37,820人とする[64]。中国文献では、中国軍約11-12万人のうち約4-6万人が南京で戦死と捕虜（行方不明を含む）とされる[65]。
- 1〜2万 - 板倉由明は、中国兵の犠牲8千人と一般人の犠牲者5千人（南京城市と周辺農村部の一部（江寧県のみ））を合計し、1万－2万人とする[66]。当時の戦闘詳報などの公式記録には約1万前後の敗残兵（捕虜）の殺害記録もある[67]。

- ゼロ - 「大虐殺」否定説・戦時国際法上合法説では、30万人の市民の「大虐殺（大屠殺）」はなかったと主張。佐藤和男の戦時国際法上合法説では、便衣兵（ゲリラ兵）や投降兵の殺害も戦闘行為の延長であり、戦時国際法上合法とする[68]。ほか、南京安全区の欧米人記録やその話をもとにしたジャーナリストの記録の信頼性への疑問、国民党は事件の翌年の300回の記者会見で言及しなかった[注釈 3]、国民政府の記録[70]での人口記録の矛盾、また日本軍の非行として訴えられた殺人は計26件、目撃された事件は合法殺害1件のみ[71]、「大虐殺」を証明する写真がないと主張[71]。

- 日中歴史共同研究2010年1月の報告書(日本側）：　日本は、戦時国際法違反の中国兵・中国民間人への虐殺が一定規模あったことを結論づけたが、「日本側の研究 では 20 万人を上限として、4 万人、2 万人など様々な推計がなされている。このように犠牲者数に諸説がある背景には、「虐殺」（不法殺害）の定義、対象とする地域・期間、埋葬記録、人口統計 など資料に対する検証の相違が存在している」と記述している[24]。

### 人口推移
本来、行政区画としての南京市は、通常我々が考えるような町全体を取り囲んだ城壁の中と場合によってはその周辺の若干の市街地を含んだイメージのものだけでなく、それを取り囲む６つの県を含んだものである。県といっても、世界史授業等で中国古代の郡県制につき、しばしば”現在の日本とは逆に、郡が県より大きい"と説明されることがあるように、中国では伝統的に県はさほど大きな単位ではない。(英語では、現在の日本の郡と中国の県がcounty、対して日本の県はprefecture、中国の省はprovinceと訳される。）
国際委員会の安全区が3.85平方km、南京城内はその９倍程度(ほぼ鎌倉市程度の日本の小型の市の大きさ)。６つの県の内、例えばスマイス調査の対象となった４つの県と１つの県の半分程度の合計は6,315平方kmとされる(ほぼ群馬県程度の日本の中型クラスの県の大きさ)。南京城は江寧県に存在する。例えば、東京といったときに、東京都に神奈川県･千葉県の一部を加えたくらいの地域を想定するか、行政･統治機構の中心として千代田区･中央区に港区の一部を加えた地域を想定するか程度の違いがある。
以下は、主に小さいほうの市街地部分のイメージで論じられていることに注意する必要がある。
南京の人口は市街地部分だけで、日中戦争以前は100万人以上とされるが、上海事変以来の爆撃や南京攻撃が近づき、首都機能の漢口への移転により中国政府首脳や官僚らが移転したり、爆撃や戦火に巻き込まれる事を恐れる者、日本支配をきらう者等が、比較的ゆとりのある者から疎開(周辺郊外地域も含む)することによって、南京戦当時の人口はかなり減少していた。11月23日の南京市の書簡では調査によれば人口は約50万余人に半減していたとし、日本軍が到着する頃には城内の人口は20万人に減るだろうとみられていた。そのためか、ラーベによれば11月末に首都警察庁長官王固盤は、｢まだ20万人残っている｣と語ったとされる。この数字は明らかに調査によるものでなく、王固盤が自身が南京脱出を図る正当化のために低く言ったものとみる説があるが、この数字は安全区国際委員会でも一人歩きし、しばしば関係者がとくに根拠もなくこの数字を前提としている節があることに注意を要する。(東京裁判や外国人記者らの証言によれば、日本軍の進撃があまりに急速で逃げようとする人が一時に殺到、船も足りなくなり、揚子江の渡賃も高騰、多くのものが下関で渡れなくなっていた状況が報告されている。また、南京市の書簡では日本軍到着までまだ1か月ほどかかると考えられていた節があるが、日本軍は南京一番のりを争うように補給無視で進出してきたため、実際には半月もかからず南京を包囲するような状態に至っており、想定以上に脱出できなかった人間がいると考えられる。さらに、戦火をさけるつもりで単に近郊の農村地帯に避難した人間も多いとみられる。また、日本軍進出が予想された地域から日本軍を恐れて、あるいは中国側の清野戦術による焼き払いにより、当初徹底抗戦姿勢を見せていた南京城周辺に避難してきた難民が多数あり、こちらは多くの研究者が南京市街地脱出者と同数くらいはいたであろうと考えられている。このため、南京城外にも幾つもの安全区と同様な難民キャンプが幾つも出来ている。)
日本占領前、欧米人の南京安全区国際委員会は、当初はラーベが支配人を務めるシーメンスの資力でのちには中国国民党から援助された資金も使って、可能なかぎり食糧を中心に物資を調達、難民救済を行った。ただし、国際委員会も安全区にある難民救済所のいくつかを担当しているだけであり、また、保管している食糧が足りるかどうか委員会内で議論が起きる等、彼らも人口について把握しきれていない。ベイツは我々は安全区に押し込められていてその外にいったい何人いるのかわからないと語っている。
そして、日本占領12月13日の後、日本側が住民登録を行い、約16万人（子供や老人の一部が入っていない）が登録し、南京安全区国際委員会は子供・老人さらに住民が存在を伏せたがっている女性等を含めると人口は約25万人と算定した。スマイス調査は、占領時の12月12〜13日の南京の人口は推定で約20-25万人とした(スマイスは日本軍の敗残兵狩りで誤って殺害された住民や労務者狩りで連れ去られた住民をせいぜい１万人レベルで考えており、３月の調査から逆算する形で当初からあった20万人説を正しかったものと考えたとみられる。)。また三か月後の抽出調査で1938年3月の人口は22万1150人で、この数はおそらく人口全体の80〜90％であろうとした（つまり全人口は約24万―26万人。ただし、住民は怯えて女性については特に隠していたとの証言もある。）。
以上の様に、12月の日本占領時(12月13日）の南京市内の人口の推定は、約25万人説（日本側の住民登録を基に南京安全区国際委員会が推察した）、約20-25万人説（スマイス調査。スマイスは約20万人を南京城内の人口と考え、安全区委員会の管理する収容所の人口を27,500人、安全区内のそれ以外の人口を68,000人、残りを安全区外の南京市内の人口としている。）、約30万人以上説（マギー神父が東京裁判で述べた説。マギーはスマイスとは異なり20万人説を安全区内の人口と受けとめ、安全区外に10万人かそこらはいるだろうと考えていた。）、そして三か月後の3月では約24万―26万人説（スマイス調査の推定）である。
南京安全区国際委員会のジョン・ラーベは、占領後の安全区に外部からの人口増があったと証言しており、その理由は、南京市内で欧米人に守られた安全区への南京市内の他の荒廃した場所に潜んでいた人口が流入したための増加、と書いている。
1984年、偕行社の戦史編集委員の畝元正己は20万人説について、1937年12月17日の南京安全区国際委員会発第6号文書『難民区の特殊地位の解釈』には「（12月13日）あらゆる市民は殆ど完全に難民区内に蝟集し」ていると記されており、また12月13日に入城した日本将兵の証言では、安全区（難民区）以外の城南、城西、城東、城北地区では殆ど住民が目撃されていないので、安全区内に大部分の市民が移動したのは事実であろう、しかし、3.52平方キロメートルの狭い安全区に20万人を収容することが可能であったかは疑問であると述べた。3.52平方キロメートルに20万人いたとすると1平方キロメートルあたり56,818人の人口密度になる。(ただし、3.52平方キロメートル20万人ならば１人あたり17.6平方メートル(4.2mx4.2m)にはなり、さらに当時の南京には多層階建ての建物も多数あった。また、敵側軍隊の侵入にあたって住民が家中に息をひそめて籠り、人がいるかいないか分からないような状態になっていることは当然で、現に当時人が家に残っていたとの証言は多数ある。←当時の南京ではその頃の軍閥どうしの戦争のイメージで、人がいないと物が掠奪(窃取)されるものの強盗までの凶悪なことはさほど無く、避難自体をしばしば避けたり、避難する場合も家人の一部が残る、むしろ女性や老人がしばしば留守番に残るケースがあったことが知られている。また、日本側の圧力で安全区から住民が家に戻らせられたものの、そこで死体をみたり日本軍からの被害にあって怯え、また安全区に人が戻ってきたことが多数報告されている。清真寺(イスラム寺院)関係者からは安全区外にあった清真寺に戻ると殺害されたイスラム教信者の死体があったとの証言が多数出されている、また、安全区外の仏教寺院にも小規模な安全区のような難民キャンプになっていたものがあることが証言されている。これらから、安全区外で人の集まるような場所に纏まって避難していた人間が他にも多数いたことが考えられるが、南京陥落後の日本の傀儡である自治委員会や南京の政権、さらには日本の敗北により日本側にとって不都合な公文書や資料が多数廃却されたと考えられ、これらの実態ははっきりしない。また、安全区外の路上に民間人と思われるものも含め多数の死体が散乱あるいは埋まっていたとする証言は、中国人はもとより後日安全区外に出た外国人からも多い。ラーベの日記には、これら路上の死体について日本軍は民間人の死体の処理は認めるものの兵士の死体の処理は許さないので、何の意味があるのかと当惑したことが書かれている。）
スマイス調査の記載では難民収容所と収容所に入らず安全区にいた者の合計が95,500人となること（←ただし、この数字は報告書の初めの方の説明で紹介される数字で、3月のいわゆるスマイス調査と呼ばれる調査自体によって導き出された数字ではない）、さらに12月17日の国際委員会文書では49,340〜51,340人と記載されていることから、畝元は20万人が安全区に収容されたとは考えにくいとした。

#### 人口推移の論点
- 20万人しかいないため30万人を殺せない説の論争
初期には、一般にはこの説は東京裁判でロビン弁護士が語ったことで知られるが、実際には、既に東京裁判に備えた尋問で南京事件の責任が疑われる朝香宮鳩彦が語って[83]おり、事件が問題にされると見ていた関係者の間ではもともと準備されていた説である可能性が高い。東京裁判では、ロビン弁護士がこれを語ったとき、ウェッブ裁判長が、(何らかの根拠のある説に基づく主張なのかもしれないが）およそ説というのは正しいか、正しくないか其々であって（今この場でそれが分かる者はいないから）今は証人の反対尋問に専念するようロビン弁護士に注意し、ロビン弁護士はそれに従っている。にもかかわらず、その後、被告人側弁護士は（ときに検察側証人の人口数そのものについての証言内容を追及することはあったものの）自身の方から20万人説の根拠となる資料を提出するようなこともしないまま、最終弁論でこの20万人説を再び唐突に持ち出し（いわば形的には第三者の目には根拠ゼロのまま）主張している。

藤岡信勝は、南京市の人口が20万人（実際は占領時の難民区内の南京市民の推定人口の一説）しかいないため、（中国側の主張する）30万人も殺害できず30万人説は虚構であると主張した。
これに対して笠原十九司は、「南京事件の集団虐殺でもっとも多かった」のは占領時の南京市民の推定20万人の数から「抜け落ち」た南京防衛軍の負傷兵、投降兵、捕虜、敗残兵さらに多数いたと見られる軍属の戦時国際法に違反した処刑であったとし、「数字いじりの不毛な論争は虐殺の実態を遠ざける」と主張した。
なお、一般市民の犠牲者としてみると、南京城市内の占領前、つまり南京攻略戦の前後に避難中の市民が兵卒とともに巻き込まれて殺害され(数は不明）、南京市外の農村部においても、日本軍が組織的住民虐殺を行った記録がある（#一般市民に関して参照）。また、南京占領後、敗残兵狩りが行われ、この際、多数の南京市民や通常の民間人の難民が誤って剔抉され、多数処刑された可能性が高い。マギー神父は彼の知り合いの中国人宣教師の15歳の息子が他の者とともに連れていかれたこと(背が高かった?)や、同じ件と思われるときのことで苦力が誤って連れていかれ下関で虐殺にあったものの辛くも生存し４日かかって脱出に成功してマギーらの下に救けを求めてきたことを、東京裁判で報告している。これら敗残兵狩りは周辺郊外地域でも行われ、むしろそちらの方が激しかったとする意見も強い。
- 20万人が25万人に増えたので治安が良かった説の論争

2007年、南京事件の真実を検証する会は、当時の南京の人口は日本軍占領直前は20万であるとの推定値の記録から、また占領1ヵ月後の1月は人口25万と記録（スマイス調査：周辺部からの流入による増加とされる）されており、5万人も増えたとすれば、「30万の市民虐殺」はありえないと主張、また、田中正明や百田尚樹は、日本軍占領後、治安がよくなったので人口が増えたのであるとして、南京事件がなかった証拠とした。

また、人口が増えたという具体的な証言は確かにあるものの、それは南京市全体というより、あくまで欧米人の南京安全区国際委員会が守る南京安全区へ安全区外からの人口が流入して増えていること（ジョン・ラーベ証言）である。また、その人口増加の理由も、安全を求めて、南京市内で欧米人に守られている(日本軍の立ち入り制限ある）安全区へと、市内に潜んだ人口が流入したための増加とジョン・ラーベは表現している。
なお、南京の治安は、日本軍占領後も、安全区の内外に大きな差があり、南京安全区国際委員会が占領後1ケ月後の1月10日に記述した文書（国際委員会第３２号文書）では、安全区外は日本兵の存在のために安全区に避難した住民が戻れないので、日本軍による憲兵配置（つまり（不良）日本兵への取締）による治安強化が必要であるとしている。その後の1月26日に、日本側が、安全区より出て区外の家に帰宅することを難民に命令した後も、「かなりの難民が」安全区の「収容所にまた戻って」（国際委員会第３０号文書　1月30日）いるとの記録や、安全区で女性の保護を行ったミニー・ヴォートリンも、日本兵を恐れて安全区から出ることを恐れて留まることを泣訴する女性が非常に多くいたことを記録した。
さらに、南京(城内)の人口増が事実だとしても、敗残兵狩りが周辺郊外の農村地域にも及び寧ろそちらの方がより危険となった可能性、また、もともと日本軍の爆撃や南京総攻撃の際の戦火を避けるつもりで郊外農村地帯に避難していた人間も多く、冬のさなかでいつまでもそこに居がたくなかった事、あるいは郊外の難民キャンプのようになっていた所にいたものの、安全区国際委員会の安全区と同様に日本軍から敗残兵あぶり出しのために元の住居に戻るよう圧力をかけられ、戻らざるをえなくなった事が考えられる。例えば、新路口事件のいわば後日譚として、郊外に避難していた大家の一族の一部が様子を見に戻り、そこで借家人一家や留守番に残った親族の一家の死体、さらに、おそらく日本兵に追われ、たまたま同家に逃げ込んだと思われる見知らぬ人間２名の死体をみたという証言がある。

### 虐殺の対象

#### 一般市民に関して
日本の研究者の共通の意見として、日本軍による南京事件の南京城内での民間人の殺害数は、中国兵への日本軍の違法殺人よりはずっと少ないとされており、その理由には後述の様に、欧米の宣教師らが組織した南京安全区国際委員会による約20万人ともされる避難民への人道支援が存在する。南京事件の犠牲者を約12万人以上と主張する笠原十九司も、南京城内の民間人犠牲は1万2千人程度と主張し、むしろ日本軍の違法殺人は中国兵への殺人が主であるとする。また、日本軍による南京事件の民間人死者数を示す調査である、事件直後に行われたスマイス調査では死者は6千6百人〜1万2千人と記録された。
南京陥落後に残った民間人は、南京市陥落前から欧米の宣教師らが組織した南京安全区国際委員会が設定した南京市内の安全区へと避難できた。「ラーベの感謝状」にもあるように、南京安全区（別称　難民区）に対しては、日本軍は砲撃を仕掛けなかったとされ、占領後も日本軍は立ち入りは制限されており、組織的な住民虐殺を行っていない。ただし、安全区内でも、日本軍は、敗残兵狩りとして誤って多くの民間人を捕まえて安全区の外で殺したりする等の市民への違法殺人などの問題有る行為を行っているとされる。
しかし、南京周辺の農村部では、日本軍が組織的でときに村単位の住民虐殺を南京への進軍中に行ったとの記録がのこると、笠原十九司は述べる。この農村での虐殺については日中共同研究において中国側も具体的に指摘しており、スマイス調査でも農村地域の犠牲者は2万6千人以上と記録されており、南京城内の被害者数を上回る。
南京市内での市民の殺害では、安全区へと避難民の避難が終了する前、つまり日本軍による南京城市陥落（12月13日）の前後に、日本軍の攻撃や掃討や暴力行為に巻き込まれた市民が少なからず存在したとされ（城外を出て長江を渡って逃げる途中の市民（婦女子も含む）が兵士とともに銃撃を受けて殺された証言、日本兵による攻撃や暴力で殺害された証言（新路口事件）がある）、この時点での南京城内の殺害の実数は不明であり、南京城外において占領戦前後の避難中のかなりの市民(数は不明）が兵卒とともに巻き込まれて殺害されて遺体が長江に流された記録（徳川義親やジョン・ラーベの残した記述など）は存在するものの、その数も不明である。
また、南京占領後も、南京市内の安全区外を中心にした、日本軍による、民間人の老若男女の殺害事例が、個々の件数や被害者数は過多ではないが当時安全区にいた欧米人の記録として残っている（安全区外なので被害者関係者による伝聞が主であるために記録の正確性は問われるが、逆に記録された以外の事件発生の可能性もありうる）。なお、日本軍は、南京占領直後に（警察官や消防夫の殺害もあったが）、中国側の発電所の技術者を政府企業に勤めていたというだけの理由で虐殺したため、日本側は電力復旧に困り、一時はシーメンスのラーベに故障をそちらで修理できないかと相談しにくるような状態であった。
ただし、単に場所が南京城外に若干外れるというだけで、南京の一般住民に対する殺害として以下のような証言がある。
当時、松井司令官専属副官であった角良晴は、生前、偕行社の調査に対し、当時18日若しくは17日に総司令部に電話があり、下関に中国人約12～13万人がいるとの連絡があり、情報課長の長勇(中佐)が独断で「ヤッチマエ」と指示、角が松井に知らせたところ、長中佐は中国人の中には軍人も混じっていると抗弁したものの松井は解放するよう指示、長中佐はそれを承諾しながら再度問合せ電話が入ったときに再び「ヤッチマエ」と指示し、角自身もそれ以上松井に報告できなかったと回答を寄せた。
これは、戦後まもなく、田中隆吉が著書の一つで、長勇から聞いた話として、日本軍が鎮江付近に進出したとき、柳川兵団の進出によって退路を断たれた約三十万の中国兵が武器を捨てて日本軍に投じてきた、直ちに無断で隷下の各部隊に対し、これらの捕虜をみな殺しにすべしとの命令を発したと既に書いていたこと（田中自身は長勇のホラと思うことにしたと述べている)と、南京･鎮江(隣接の都市)、民間人･中国兵の違いはあるが極めて一致している。
もともと11月末に50万人いて日本軍進攻までに20万人に減るとみられていた南京城内の住民につき、多数が、南京攻略直前の時期までには渡し場のある下関地区に殺到したものの船不足や船賃の高騰などで逃げられず、荷物が積み上げられていたことなどが東京裁判でも外国人証言者によって証言されている(その時、それらの住民がどこにいたかは証言されていない)。また、太田寿男(当時舶輸送司令部所属)が、日本軍が捕虜3万人及び住民12万人を殺害し下関でその死体処理をしたと、撫順戦犯管理所で戦後供述していたことが、後年中国側から情報が出されており、これも太田寿男の証言する死体処理の日付が14～18日とズレはあるものの極めて一致している。
中国軍敗残兵の暴行が日本兵の仕業と誤った可能性や、中国側の漢奸狩りや「堅壁清野作戦」という焼き払い作戦のように中国側も残虐行為を行ったことを東中野修道らは主張している（ただし、堅壁清野作戦は家を焼き払って住民を追い立てたもので、それ自体では死者は出ていない。清野作戦だからとして、根拠なく死者が出たかのような飛躍した主張のしかたについては、虐殺の存在を認める派からは批判が強い）。
多数の敗残兵が便衣に着替えて安全区（難民区)に逃れたことは孫宅巍や臼井勝美なども認めている。そして、南京における日本軍の乱暴狼藉と思われる中には、中国側の撹乱工作隊の仕業とされる事件があったと1938年1月4日にニューヨーク・タイムズも報道している（ただし、これは王新倫事件のことで、難民区内で元国民党軍の隠匿武器がたまたま摘発され、関係すると思われる人物が逮捕されたものだが、南京での日本軍の非行に対する諸外国からの非難に抗するため、日本軍側が過大にフレームアップあるいはその他の罪状まで転嫁し、外資系紙に情報工作して報道につなげた可能性も高い。）また、ベイツも日本軍の犯行だけではなく、1月初旬以降中国人による略奪や強盗の犯行が始まり、後には特に農村部において盗賊行為が増加し、日本軍と匹敵するか時には凌ぐほどであったと記録している。
板倉由明によれば、日本兵の仕業と見せかけた中国軍敗残兵の暴行であったとする、東中野修道らの中国敗残兵工作説については、中国軍兵士と疑われる人物の安全区内での逮捕事件を日本側が「中国兵も悪いのだ」と宣伝した当時の記事を誇張しているだけで、工作隊を捕らえたのがどの部隊かも明らかでなく、第16師団関係者、憲兵隊関係者の日記や証言や新聞にも全く見当たらないと批判している。
なお、中国軍が陥落前に南京市内やその周辺の建物を焼いたことは当時のニューヨーク・タイムズにも報道されており、中国軍の南京市の焼き払いは、南部と南東部の城壁周辺の一部と城の西方面にある建物が中心であった。しかし、城内の南京安全区外の中心街の放火（太平路周辺など）をはじめとした市内広範囲は、日本軍の放火であるともニューヨークタイムズは報道し、ジョン・ラーベやスマイスら欧米人の記録にも書いてある。ベイツはスマイス報告の序文で中国軍が城壁周辺での焼き払いを行ったのは事実だが、城内の焼き払いの全てと近郊農村の焼き払いの多くは日本軍によるものとしている。上海派遣軍参謀長飯沼守も日記でソ連大使館の放火は日本軍による疑いがあるとした。ただし、放火に関して、家屋、集落に対する焼却（放火）は戦争時に戦術上行われることがあり、防守されている都市、集落、住宅または建物に対する攻撃はハーグ陸戦条約上は禁止されてはいない。もっとも南京攻略中に行われた戦術的な放火は別として、当時南京に入ったカメラマン浅井達三は、火事はむしろ南京陥落後に日本兵が城内に入ってきた頃から城内各地で始まったとしている。また、ベイツは19日か20日あたりから日本兵の放火が本格的になり、日本兵は樹脂でできたような火の灯った火付け棒で火を点けていたと証言している。

#### 便衣兵と戦時国際法
兵士が民間人を装って戦闘行為を行う便衣兵であるとして中国兵が殺害された事例があり、例えば12月14日-16日の安全区において、日本軍が、元中国兵を約6500-6700名ほど摘発し、処刑した。この便衣兵としての処刑の戦時国際法における解釈（その「定義」や「兵民分離」）は、後述するとおり意見の違いによる論議がある。
便衣兵、つまり兵士が民間人を装って行う戦闘行動は、当時の戦時国際法ではハーグ陸戦条約第23条(ヘ)の趣旨から禁止される。つまり便衣兵は戦時国際法の交戦規則に違反する不法戦闘員である。便衣兵であるかないかの基準には、同条約1条二で「交戦者（戦闘員）は遠方ヨリ認識シ得ヘキ固著ノ特殊徽章ヲ有スルコト」と規定されているところから、戦闘員であることを示す制服や腕章などを着用せずに戦闘行動を行おうとしている者が該当する。尚、不法戦闘員である便衣兵は交戦者資格を有しないために捕虜待遇を受ける資格がないとされている。石田清史は「戦争法規を犯して敵対行為を働く者は単なる戦時重罪犯、戦時刑法犯であるから国際法の保護を受けない」と述べ、また当時の国際法学者立作太郎も昭和19年に、以下の引用のとおり、民間人の敵対行為は原則禁止されるし、戦時犯罪として「概ね死刑に処し得べきもの」であり、正規軍人が民間人に偽装した場合は交戦者としての特権を失うとされる。（ただし、これはハーグ陸戦条約の特権を失うとの意味であって、そのあとは、軍律や一般の法令の対象となる。また、これらの者に対し日本軍が非違を行えば、当然その行為者は軍法や一般の法令で本来裁かれるべきものとなる。）
便衣兵の対象となった場合、軍律（占領軍が制定した占領地の住民に対する規則）や軍律審判（軍律会議による裁判）を経て処罰、また敵対行為（戦時反逆）をすれば軍律で定めれば即決処分も可能であると、されていた。それに関して、日本軍は南京占領前の1937年12月1日に「中方軍令第一、第二、第三号」で、中支那方面軍軍律、軍罰令、軍律審判規則を以下のとおりに定めて、軍律違反の場合、「軍律会議を経て審判により処罰（審判第1条）」そして「長官の許可を得たうえで死刑（審判第8条）は可能」と定めていた。
軍服を脱いで民衆に紛れようとしただけでは便衣兵とみなさない、という考えがある。つまり、（軍服着用などの）交戦者資格を満たしていないだけでなく、「害敵手段（戦闘行為やテロ行為）を行うもの」を便衣兵とみなす、と戦前の国際法学者信夫淳平は説明する。便衣兵の定義は、「交戦者たるの資格なきものにして害敵手段を行ふのであるから」であるとする。同じく、戦前の戦時国際法の研究者篠田治策も、当時『北支事変と陸戦法規』において、抗戦の意図はなく専ら逃亡目的で平服を着用していて敵対行動をとらない兵士は、便衣兵とは見なしていない、と記している。また、北岡伸一も、「便衣隊についても、本来は兵士は軍服を着たまま降伏すべきであるが、軍服を脱いで民衆に紛れようとしたから殺してもよいというのは、とんでもない論理の飛躍」と主張している。
軍服を脱いで民衆に紛れようとしただけで便衣兵とみなすという考えもある。（（軍服着用などの）交戦者資格を満たしていない場合は（そのまま）非合法戦闘員（便衣兵）となり、戦時国際法に照らして処刑しても合法であり虐殺ではないと東中野修道は主張した（東中野のこの国際法理解については批判があり、吉田裕が反論し、論争が行われた）。国際法学者佐藤和男は、一般に武器を捨てても（機会があれば自軍に合流しようとして）逃走する敵兵は、逃走したと認められないので攻撃できると述べた。
便衣兵の識別（兵民分離）について、当時の国際法学者信夫淳平の（1932年第一次上海事変の経験から）意見として、便衣隊は戦時国際法違反であるものの、「確たる証拠なきに重罪に処する」は「理に於ては穏当でない」と見なした。同様な意見として、秦郁彦は、「便衣兵は捕虜と異なり、陸戦法規の保護を適用されず、状況によっては即時処刑されてもやむをえない」が、「一般市民と区分する手続きを経ないで処刑してしまってはいいわけができない」としており。
そのうえで、便衣兵摘発時の兵民分離について、国際法学者佐藤和男は、南京占領後の潜伏敗残兵の摘発・処刑は、兵民分離が厳正に行われたと述べている。しかし、一方で、南京占領後、便衣兵摘発に日本軍は手こずり、疑わしい一般人を処刑したとされる記録がある。南京事件の日本側記録では、中国側敗残兵追及の際の兵民分離は必ずしも一律に厳正でなく、ときに荒っぽく行われており、水谷上等兵の証言では「目につく殆どの若者は狩り出される」「市民と認められる者はすぐ帰」すが、他は銃殺、「哀れな犠牲者が多少含まれているとしても、致し方のないこと」とある。
また、便衣兵の審判なしの処刑に関しては、日本軍は、前述の様に、中支那方面軍軍律・軍罰令・軍律審判規則を定め、便衣兵の様な軍律違反の場合、正規な手続きを経た処罰、つまり「軍律会議を経て審判により処罰（審判第1条）」そして「長官の許可を得たうえで死刑（審判第8条）は可能」を定めていた。そのため、北村稔も「手続きなき処刑の正当性」には疑問を示している。一方で、国際法学者佐藤和男は、南京占領時の潜伏敗残兵の摘発・処刑は、兵民分離が厳正に行われており、しかも、(捕獲した中国兵が）多人数であったために軍律審判の実施が不可能（軍律審判なしの処刑も可能）と述べる。
当時、第十軍(柳川兵団)に同行した小川法務官の陣中日記には、上海から南京其れ以降における日本兵の行った暴行･窃取･掠奪･強姦･殺人･放火また日本軍内部では上官脅迫が記されている。事態を憂慮しつつも、とくに南京事件あたりからは個人判断として強姦は悪質なものを除いて裁かないことにした(このため憲兵からは苦情を受けている)等の記述は見えるが、軍律審判なしの殺害を可とする方針が軍から出ているとか、彼が職務権限に基づきそういう法的見解や説をとっているとかいったことは記されていない。また、事件処理の対象がほとんど日本兵による犯罪で、中国側からの犯罪がきちんと審判のされている形跡がない（勝手に現場処分されていた?）。また、度々、国際問題になることを恐れて証拠隠滅策を講じることを献策している。

#### 投降兵・捕虜の扱いと戦時国際法
南京戦では、非常に多かったとされる殺害事案が、日本軍による中国人捕虜の組織的殺害である。この組織的殺害の場合、山田支隊の行ったとされる1万人単位の大掛かりな捕虜の殺害は稀な例であり、数十人や数百人単位の虐殺が数多く発生し、合計で約3万人の捕虜・投降兵などが殺害されたと、秦郁彦は説明する。(但し、実際には、揚子江での数千から数万程度の大量処刑の各種証言や大量処刑との関連性を疑わせる一か所での大量死体埋葬の記録が存在する。）
当時の捕虜の取り扱いに係る戦時国際法として日中間でともに受け入れていたものはハーグ陸戦条約（1907年改定後）であり、日本・中華民国がともに条約として批准（中華民国：1917年5月10日、日本：1911年12月13日）していた。同条約の第4条には「俘虜は人道をもって取り扱うこと」となっており、同条約の第23条第3項では「兵器を捨て又は自衛の手段尽きて降を乞へる敵を殺傷すること」が禁止されている。なお、同じく捕虜などの保護を定めた条約でありハーグ陸戦条約に定めた捕虜の取り扱いを補完する役割を持つ、赤十字国際委員会の提唱がきっかけとなって成立した俘虜の待遇に関する条約（ジュネーブ条約)は、中華民国は1929年7月27日に署名、1935年11月19日に批准していたが、日本は署名のみで批准していなかった。
さて、日中戦争時に、日本の軍部が、日中が批准した戦時国際法(ハーグ陸戦条約)を遵守・履行しなくても良いと解釈できる命令を出した記録が残っている。日中戦争初期の1937年8月に、日中が批准した戦時国際法(ハーグ陸戦条約)の扱いについて日本陸軍上層部から以下の様な通知が現地の中国への派遣軍に送られていた。つまり、日本陸軍次官から北支那駐屯軍参謀長宛の1937年8月5日の通牒「交戰法規ノ適用ニ關スル件」(陸支密第198号)では、「陸戦の法規慣例に関する条約その他交戦法規に関する諸条約中、害敵手段の選用等に関し、これが規定を努めて尊重すべき」とあり、また「日支全面戦を相手に先んじて決心せりと見らるるがごとき言動（例えば、戦利品、俘虜等の名称の使用、あるいは軍自ら交戦法規をそのまま適用せりと公称すること）は努めてこれを避け」と指示している。秦郁彦はこれは国際法を遵守しなくともよいとも読めるが、解釈の責任は受け取る方に任せて逃げたともとれるとした。また吉田裕は、日本軍は明確な軍令を出してはいないが、殺害を事実上黙認していたかのように読める命令を発していたと主張している。その理由として、海軍省軍務局長・軍令部第一部長が陸軍と協議のうえ第三艦隊参謀長宛に発した通牒（1937年10月15日付軍務一機密第40号）「我権内に入りたる支那兵の取扱に関しては対外関係を考慮し不法苛酷の口実を与へざる様特に留意し少なくとも俘虜として収容するものについては国際法規に照らし我公明正大なる態度を内外に示すこと肝要なるに付き現地の事情之を許す限り概ね左記に依り処理せらるる様致度」とあり、「現地で」「俘虜にしないかぎり」殺害しても良いとのニュアンスが読み取れる。
このように、日本側が、自ら批准した戦時国際法に忠実にならなかった背景には、日本側が宣戦布告を行わず「事変」とみなす政策をとったため（もし宣戦布告した場合、アメリカが中立法を発動して軍需品をアメリカから輸入できなくなるなど不利であるため）に、本来と公的に「戦争」を宣言しないことの影響として、戦争なら当然適応される戦時国際法による捕虜の対処策などがおろそかになったのでは、という説が日中歴史共同研究にて指摘されている。
そのうえ、このときの日本陸軍は捕虜管理のための機構を設置しなかった。捕虜を管轄する軍務局にいた武藤章（参謀本部）によれば、1938年に「中国人ノ捕ヘラレタル者ハ俘虜トシテ取扱ハレナイトイフ事ガ決定」されており、つまり、陸軍は戦争ではない支那事変では捕虜そのものを捕らないという方針を採用、したがって、正式の捕虜収容所も設けなかった（但し、1941年には俘虜情報局と俘虜収容所が設置された)。但し、これは勿論、捕虜に人権を認めないということではなく、捕虜は北支の政権(傀儡)に引渡されそちらの法に基づいて処理されるし、日本軍側の非行については日本の軍法や一般の刑法に基づいて処理されるということを意味する。これに基づいて、武藤は直前まで捕虜を管轄する軍務局にいて事件当時は中国に派遣されていたのだが、戦後の東京裁判前の尋問で、これらの捕虜たちがどうなったかはもはや自分らの管轄ではないので知らない、汪兆銘や北支の政権に引渡され、後はそこで兵士か人夫として使われるのだろうと思っていた、自ら降伏したものは犯罪者ですらなく単なる市民であると彼自身は考えていたと弁明している。
戦陣訓はまだ公布されていなかったが、日本軍では捕虜をタブー視しており、秦は「捕虜になることを禁じられた日本兵が、敵国の捕虜に寛大な気持ちで接せられるはずはない」とする。また日本は大量の捕虜がでたときの指針に欠け、上海戦では捕虜処刑が暗黙の方針になっていたが、首都の南京攻略では明確な方針があるべきだったと秦郁彦は述べる。
当時の報道を見ると、捕虜処刑を当然視する考えや論調は見られない。寧ろ、捕虜が自分らを国民党軍側に返さないでくれと言ったとか、捕虜を故郷に返しそこで職を世話してやったとか云ったことが、'皇軍’の宣伝のために国内向けに報じられている。
一方で、日本軍による中国人捕虜の組織的殺害は、そもそも戦時国際法上、合法だったという意見がある。つまり、作戦遂行の妨げになる場合、敵兵の降伏・投降を拒否することは戦時国際法上でも合法であるので捕虜にしないで殺害してもよかった、また、中国側の違法行為に対する復仇なども殺害の理由となり得る、という意見を国際法学者の佐藤和男は唱える。佐藤は、自身の主張は軍事作戦遂行のために捕虜を拒否することも許される場合があるという国際法学者ラサ・オッペンハイムの考えに沿っており、「日本軍の関係部隊には緊迫した「軍事的必要」が存在した」と主張する。
その理由として、①ラサ・オッペンハイムの「多数の敵兵を捕えたので自軍の安全が危ないとき、捕えた敵兵に対し助命を認めなくてもよい」という考えは1921年の学説で1937年の南京事件から時間がたっていないので有効な考えであるとする(ただしこの考えに反する1929年捕虜条約（注：俘虜の待遇に関する条約（ジュネーブ条約)のこと）がその間にあることも佐藤は記述)。[←注：実際には、オッペンハイムは論文の時点で、投降する者を殺害してはならないというルールは国際社会で普遍的に承認(オッペンハイムの学説によれば既に普遍国際法化しているとの意味になる)され、今やハーグ陸戦条約で明示的に制定されたものとしている。また、オッペンハイム自身は法用語としての緊急避難に当たる場合に例外を認めているものの、単に給養困難や捕虜が多数であることを理由としてはならず、彼ら捕虜の関わる実際の危険性があることを必要としている。例えば圧倒的な敵に頑強に抵抗して降伏しただけの籠城軍を殺害することは今や認められないとしている。その意味では、寧ろ、南京事件はオッペンハイムの言うところの認められないケースにまさに該当する可能性が高い。本文記載の通りであれば、本来は法用語として急迫した状態における緊急避難を意味するimperative necessityを、日常の言葉である"緊迫した必要"に変えて訳したことになる。少なくともオッペンハイムは、"軍事的"必要を例外が認められるnecessityとはしていない｡］②中国側も残虐行為を行った通州事件の復仇であった（ただし、佐藤も同じ論文の中で1929年の俘虜の待遇に関する条約（ジュネーブ条約)によって捕虜への復仇が禁止されていたことも記述）[←注：復仇は、国際法の通念においてもオッペンハイムの考えにおいても、そもそも相手方の戦争法規違反の抑止の為に同害報復を超えない限りで行われるものでなければならない。日本の友好政権(冀東防共自治政府)下で突発的な叛乱として起こった通州事件の報復というのであれば、全くの民族憎悪の念に基づく復讐であって、相手方の行動に対する復仇としての意味をなさないことになる。また、通州事件については同様な事態の今後の勃発が予想されていたわけでもなく、加害の程度も同害報復の範囲を超えている｡］③日本の開城勧告を無視して自国の多数の良民や兵士を悲惨な状態に陥れた中華民国政府首脳部の責任、④日本軍は和平開城勧告を行い、それを無視されても難民区などの砲撃を自粛した(だから許され得る）[←注：和平勧告に応じなかったのであるから、通常の戦争法規に基いて考えればよいことである。また、中国側も難民区を非武装地帯とし、それを守っている。そもそも、それにより軍事的に難民区を砲撃する意味がない]、の4点をあげている。なお、復仇に関連して、南京に派遣された16師団経理部の小原少尉の日記によれば、310人の捕虜のうち、200人を突き殺し、うち1名は女性で女性器に木片を突っ込む(通州事件での日本人殺害で行われた方法）と記し、戦友の遺骨を胸に捧げて殺害していた日本兵がいたと記した。
それに対して、戦時国際法に則った、捕虜の人道的扱いが必要であったとする意見がある。北岡伸一は「捕虜に対しては人道的な対応をするのが国際法の義務であって、軽微な不服従程度で殺してよいなどということはありえない。」と主張している。また、当時の国際法学者の信夫淳平は、例えば18世紀の欧州では捕虜に食べさせる食糧が不足していることを理由にした捕虜処分（虐殺）があったものの、これは”現在の戦時国際法では許されない”（「今日の交戦法則の許さざる所」）と述べて、同時に、”捕虜にして安全に収容することができないときは解放すべきである。捕虜を解放したら敵の兵力が増えるので不利というが、人道法の掟を破ることによる不利益に比べれば、不利といっても小さいものである”（「俘虜にして之を安全に収容し置く能はざる場合は之を解放すべきである。敵の兵力を増大することの不利は人道の掟則を破るの不利に比すればヨリ小である」）という、ウイリアム・エドワード・ホールの学説を紹介している。吉田裕は、「仮に不法殺害に該当しないとしても」日本軍の行動は非難・糾弾されると批判した。
また、捕虜の審判なしの処刑に関しては、日本軍は、「便衣兵と戦時国際法」でも記載したように、軍律違反の場合、「軍律会議を経て審判により処罰（審判第1条）」そして「長官の許可を得たうえで死刑（審判第8条）は可能」と定めていたため、原剛は、（問題とされる中国兵であっても即処刑でなく）当時の国際法や条約に照らしても軍法会議や軍律会議によって処断すべきであったと主張する。
なお、日本軍は、以前、つまり日露戦争のときは、戦時国際法つまり1900年に批准したハーグ陸戦条約を忠実に守りつつ、外国人の捕虜に対する人道的配慮を行ったことが国際的にも知られており、その後の第一次大戦のときも同様に、中国山東省で捕えたドイツ人捕虜への配慮、日本国内での捕虜収容所での生活ぶりなどにおいて、人道的扱いで広くその名誉ある行動が知られていた。また、軍務局の元局長であった武藤章は、東京裁判に備えて行われたGHQ側の尋問において、シベリア出兵以来、日本軍の質が落ちて、窃盗や強姦･強盗を行うようになったと述べている。
なお、水間政憲は、日本軍が中国兵を大切に扱ったと主張する証拠として、占領後に中国軍負傷兵を日本軍が市内で集めて病院で治療したと、ニューヨークタイムズの記事と当時の日本の雑誌の写真から説明する（ただし、このニューヨークタイムズの記事によると、実際の中国兵の負傷兵の病院への搬送は、日本軍ではなく、旧中国政府施設の野戦病院を継承した欧米人の医療関係者の自発的メンバー（彼らが国際赤十字を設置したうえでの活動）であると記載されている。

#### 捕虜殺害の論争例：幕府山事件（山田支隊の捕虜処断）
第13師団第65連隊を主力した山田支隊（長・山田栴二少将）は、1937年12月13日〜15日にかけて、烏龍山砲台、幕府山砲台その他掃討地域で14777名以上の捕虜を捕獲し、幕府山にあった国民党軍の兵舎に収容した。1937年12月17日付『東京朝日新聞』朝刊には、「持余す捕虜大漁、廿二棟鮨詰め、食糧難が苦労の種」という見出しで記事が掲載されている。山田少将は軍上層部へ処置を問い合わせたところ、殺害するように命令を受けた。この多数の捕虜の処置について、殺害数や殺害理由が、戦時国際法上で合法かについて議論される。幕府山事件とも言われる。
自衛発砲説
自衛発砲説とは、当時、第65連隊長だった両角業作大佐(当時)の地元新聞からの取材に対する回答や戦後に本人が纏めたと思われる手記に基づいた見解で、虐殺は少数で、戦時国際法上、合法と主張する。
両角手記によれば、捕らえた捕虜は15300余名であったが、非戦闘員を抽出し解放した結果、8000人程度を幕府山南側の十数棟の建物に収容した。給養のため炊事をした際に火災となり、混乱によって半数が逃亡した。
軍上層部より山田少将へ捕虜を殺害するように督促がなされ、山田少将は両角大佐へ捕虜を処分するよう命令する。両角大佐はこの命令に反し、夜陰に乗じて捕虜を長江対岸へ逃がすことを部下に命じた。長江渡河の最初の船が対岸へ進んだところ、対岸より機関銃による攻撃を受けた。渡河を待っていた残りの捕虜は、この攻撃の音を自分たちを江上で殺害するものと錯覚し、暴動となった為、やむ得ず銃火をもって制止し、その結果、僅少の死者を出し、他は逃亡した。但し、これは責任者ともいうべき両角業作自身が戦後地元紙のインタビューに応じた時に初めて公に言い始め新聞に記載された弁明を元に、それを単純に本当のことを語っているとすることで成立する説である。また、それだけの捕虜を逃すための舟を確保した形跡がない等、下記の小野賢二説など否定説も強い。
小野賢二説
小野賢二は、歩兵第65連隊の元将兵に対する聞き取り調査の結果、証言数約200本、陣中日記等24冊、証言ビデオ10本およびその他資料を入手し、これらの資料を基に、自衛発砲説には一次資料による裏づけが無いと批判、以下のような調査結果を発表する。
山田支隊が捕らえた捕虜は、12月13日〜14日にかけて烏龍山・幕府山各砲台付近で14777名、その後の掃討戦における捕虜を合わせると総数17000〜18000名になった。この捕虜を幕府山南側の22棟の兵舎に収容する。
12月16日、昼頃に収容所が火災となるが捕虜の逃亡はなかった。この夜、軍命令により長江岸の魚雷営で2000〜3000人が虐殺され、長江へ流される。
12月17日夕〜18日朝、残りの捕虜を長江岸の大湾子で虐殺した。同日は、魚雷営でも捕虜虐殺が行われた可能性がある。山田支隊は、18日〜19日にかけて死体の処理を行った。
小野は、山田支隊による一連の捕虜虐殺を、長勇参謀一人による独断や、山田少将による独断ではなく、軍命令によって計画的・組織的に実行されたものであり、この命令を受けた山田支隊は、準備も行動も一貫して捕虜殺害を行ったことが証言や陣中日記などで実証されているとし、自衛発砲説が成立しない（戦時国際法上は違法）と断じた。
この小野説は、南京事件調査研究会などにおいて支持されている。ただし、小野賢二が発掘した日記群は重要でない2名を除いて残り全てが仮名であることは踏まえておかなければならない。

### 期間と場所

#### 事件の期間
東京裁判では「日本軍の南京占領（1937年12月13日）から6週間」という判決を出しており南京大虐殺紀念館や日中両国の研究者もこれを事件の期間とするのが通例である。
笠原十九司は、南京市のみならず、周辺部の農村部である南京行政区への日本軍進入後の事件も被害の対象にしているので、異説としても少し早い時期も含めた「1937年12月4日 - 1938年3月28日の4ヶ月」説を唱える。

#### 地理的範囲
この論争での地理的概念は広い順序で示すと次の通りとなる。
- 地理的概念として地区を限定しないもの
- 南京行政区 :南京市と近郊6県
- 南京市 :城区と郷区
- 城区 :南京城と城外人口密集地である下関・水西門外・中華門外・通済門外
- 南京城 :城壁を境にした内部
- 安全区 :南京城内の中心から北西部にかけた一地区（面積3.86km2）

東京裁判では、検察側最終論告で「南京市とその周辺」、判決文で「南京から二百中国里（約66マイル）のすべての部落は、大体同じような状態にあった」としている。事件発生後に行われた被害調査（スマイス報告）では、市部（城区）と南京行政区が調査対象とされた。
板倉由明は「一般には南京の周辺地域まで」とする。
藤原彰は、この定義に対し、日本軍が進撃した広大な地域で残虐行為が繰り返し行われており、もっと広い地域を定義すべきである、虐殺数を少なくするために地域や時間を限定している、と批判した。
笠原十九司は、大本営が南京攻略戦を下命した12月4日における日本軍の侵攻地点、中国側の南京防衛線における南京戦区の規定より、地理的範囲を南京行政区とする。これは、集団虐殺（とされる行為）が長江沿い、紫金山山麓、水西門外などで集中していること、投降兵あるいはゲリラ容疑の者が城内より城外へ連行され殺害された（とされている）こと、日本軍の包囲殲滅戦によって近郊農村にいた100万人以上の市民の中の一部が多数巻き添えとなっている（とされる）ことなどによるとする。
本多勝一は、第10軍と上海派遣軍が南京へ向けて進撃をはじめた時から残虐行為が始まっており、残虐行為の質は上海から南京まで変わらず、南京付近では人口が増えたために被害者数が増大したし、杭州湾・上海近郊から南京までの南京攻略戦の過程すべてを地理的範囲と定義する。

### 当時の国際社会の認知についての議論

#### 国際連盟の決議
1938年2月（南京事件発生の約2か月後）に開催された国際連盟第100回理事会において、日中戦争による中国の苦境を理解した国際連盟第100回理事会は、日本の軍事行動に対して、「前回の理事会以降も、中国での紛争が継続し、さらに激化している事実を遺憾の意とともに銘記し、中国国民政府が中国の政治的経済的再建に注いだ努力と成果にかんがみて、いっそうの事態の悪化を憂慮し」、日本の軍事行動が不戦条約等の国際法違反であるとした前年10月の国際連盟総会での非難決議を確認する形で再度非難の決議をした。非難決議案が公表されて理事会で決議されるまでの間に、中国側代表の顧維鈞は演説を行い、（前年10月の国際連盟総会後の）11月以降の日中戦争全般の状況ついて、深刻な事態であると「南京事件」もその一部として含めて主張し、日本の中国への主権侵害が中国の存亡にかかわる深刻な状況にあると、日本が南京に傀儡政権を作った、中国経済を破壊するような不利な関税策を一方的に設置したなどと例を挙げたうえで演説した。
この国際連盟第100回決議を根拠に、「国際連盟は「南京2万人虐殺」すら認めなかった」とする説が存在する。日本の前途と歴史教育を考える議員の会の戸井田徹衆議院議員（2008年当時）は、国際連盟の第100回理事会において中国側代表顧維鈞が、南京事件（死者2万人などの当時中国の把握した被害内容で説明）や空爆などの日中戦争による中国の深刻な被害について説明した（ただし後述のプロパガンダ説にあるように内容の一部に事実の誇張やプロパガンダの意図があったとされる）ことに関して、そのときの演説での南京事件の説明は（他の個別の軍事被害の説明も含めて）、国際連盟の非難決議案に含まれなかった（正確には連盟理事会がすでに起案した非難決議案に「追加」で記述しなかった）ことに注目した。そして、戸井田は、非難決議案に南京事件が含まれていないのは、国際連盟がデマにもとづく南京事件を無視して、「南京2万人虐殺」すら認めなかったからであると主張した。さらに、当時中国は2万人と主張していたことから後の30万人説は虚偽であるとし、日本への制裁を中国は希望したが国際連盟が実施しなかったことも強調した。戸井田は、1937年9月に日本軍の中国の都市への空爆（渡洋爆撃など）には国際連盟の具体的な非難決議があったのに、南京事件は具体的な非難決議がないので無視している、と主張した。
これに対して笠原十九司は、第100回の理事会の決議案が固まった後、中国側代表の演説の際に述べた南京事件等の個々の日本の軍事行動の内容を、連盟理事会が非難決議案に「追加で記述して」いないのは事実であるとしたうえで、中国側代表顧維鈞の演説の趣旨は、ナチスドイツの台頭などの欧州大戦の危機に国際連盟の関心が向く中、何とか国際社会の中国支援を引き出して「中国滅亡の危機を阻止」することであり、南京事件への非難決議を個別に要求しておらず、国際連盟の決議案も個々の軍事行為については協議せずに日本の軍事行動への全体的非難を行っていると主張している。さらに笠原は、この様な背景と決議案の趣旨からして、南京事件を含めた個々の軍事行動への非難を決議案に追加する必要はなく、演説で一部だけ説明された南京事件を虚偽として「国際連盟が無視した」とまでは見なすことはできないと主張した。
なお、戸井田徹が述べる通り、中国が連盟に対して「行動を要求」したが、国際連盟は「日本の軍事行動全体を非難」しただけで、イタリアのエチオピア侵略行為のときの様な「制裁措置」つまり「行動」が日本に対して実施されなかったのは事実である。しかし1938年に日本への「経済制裁」を加盟国が実施できることが決議され、ある意味の「行動」は行われた。

#### 当時の中国政府の認知
戸井田徹は、東中野修道の研究から、当時の中国国民党が1937年12月から約11か月の間に300回の記者会見を行ったという記録があるが、国民党の秘密文書の中には「南京事件の記者会見があった」という記録はなく、事件の存在自体が疑わしいと主張した。
ただし、国民党の新聞では、外国報道の翻訳のみではあるが南京事件について報じており、国民党の新聞中央日報、新華日報はアメリカの上海新聞Shanghai Evening Post and Mercury(大美晩報),The China Weekly Review（John W. Powell主幹）の事件報道の記事を翻訳して掲載した。関根謙は、中国側が独自取材の記事としては南京事件を報道しなかった理由として、当時中国側の新聞は戦意高揚のために戦勝記事を繰り返しており、南京戦での敗北を報じたくなかったためと主張している。また、南京事件は事実上国民党政府が全貌を知りえない日本軍支配下で起こっており、寧ろ国民党側では外国人記者の報道によって直後はその内容を知るような状態であった。知ってからは、蒋介石がその声明[日本国民に告ぐ｣で明らかに南京事件と思われる事件に触れたり、ティンパーリの南京事件を報じる書籍の一部版権を獲得して出版するなどの広報活動につなげている。
また、中共中央文献研究室編纂『毛沢東年譜』での1937年12月13日欄には、「南京失陥」（南京陥落）とあるだけで、全9冊で6000頁以上あるこの年譜では「南京大虐殺」に一言も触れておらず、1957年の中学教科書(江蘇人民出版社)には南京事件が書かれていたが、1958年版の『中学歴史教師指導要領』には「日本軍が南京を占領し、国民政府が重慶に遷都した」とあるのみで、60年版でも1975年版の教科書『新編中国史』の「歴史年表」にも虐殺について記載がないなど、中華人民共和国の刊行物において南京事件についての記載がないことについて、遠藤誉は、毛沢東が虐殺について触れなかったのは、事件当時中国共産党軍が日本軍とはまともには戦わなかった事実や、国民党軍の奮闘と犠牲が強調されるのを避けたかったためと主張している。
なお、中国政府に関連し、水間政憲は、当時の中国国民が、国民政府よりも日本軍の存在を、治安回復に役立ったとして歓迎していたと述べている。その証拠として、南京陥落直後の12月15日に、北京にある天安⾨広場には5万人の北京市民が集まり、日の丸と五⾊旗を振って南京陥落を祝っている姿の写真を示した。ただし、当時の北京は、すでに7月より日本軍が占領し、占領統治も実施しており、その写真の前日に北京で日本の傀儡政権である中華民国臨時政府 (北京)が設立していたため、祝賀がはたして市民の自発的な行動なのかどうかは、その様な背景を見る必要がある（南京陥落後の占領下の入城式の南京市民の旗振りについてはまた、日本軍の入城式の場でも住民が「しょうがない」と歓迎の手旗をふったことがあったとの日本側の証言がある）。

### 当時の国際報道についての議論
当時、南京攻略戦後も、現地欧米人記者5名（ニューヨーク・タイムズのティルマン・ダーディン特派員やシカゴ・デイリー・ニューズのA・T・スティール記者、ロイター通信社のスミス記者、アソシエイツプレスのマクダニエル記者、パラマウントニュースリールのメンケン記者）が駐在していたが、南京占領後すぐ上海方面へ船で避難したので、ごく初期の事件以外は現地記者不在のために直接確認できないものの、この5人の記者は実際に南京戦に遭遇しており、その後、以下の様に多くの南京事件についての記事が国際社会に対して1937年12月以降翌年にかけて数多く掲載された。ただし、現地欧米人記者はすぐ上海方面へ避難したので、ごく初期の事件以外は自社の記者では直接確認できていないし、記者が避難したことなどによる取材の十分さには問題がないわけではなく、またパネイ号事件・アリソン殴打事件のようにアメリカ国民の関心がより高い報道がより大きく取り上げられるといった事実がある。
1937年12月15日、南京戦時も南京にいたA・T・スティール記者はシカゴ・デイリー・ニューズで”NANKING　MASSACRE　STORY”(南京大虐殺物語)を世界で初めて報道した。また12月17日「特派員の描く中国戦の恐怖　―南京における虐殺と略奪の支配」、12月18日「南京のアメリカ人の勇敢さを語る」と報道した。1938年2月4日記事では、南京の中国人虐殺をウサギ狩り(ジャックラビット狩り)に比して「ハンターのなす警戒線が無力なウサギに向かってせばめられ、囲いに追い立てられ、そこで殴り殺されるか、撃ち殺されるかするのだった。南京での光景はまったく同じで、そこでは人間が餌食なのだ。 逃げ場を失った人々はウサギのように無力で、戦意を失っていた。そのあす多くは武器をすでに放棄していた。（略）日本軍は兵士と便衣兵を捕らえるため市内をくまなく捜索した。何百人もが難民キャンプから引き出され、処刑された。（略）日本軍にとってはこれが戦争なのかもしれないが、私には単なる殺戮のように見える」と報じた。
同じく南京戦を直接見たティルマン・ダーディン特派員は12月17日に上海アメリカ船オアフ号から記事を発信し、12月18日にニューヨーク・タイムズに掲載された。この記事では「・・少なくとも戦争状態が終わるまで、日本側の規律は厳格であろうという気はしていた。ところが、日本軍の占領が始まってから二日で、この見込みは一変した。大規模な略奪、婦人への暴行、民間人の殺害、住民を自宅から放逐、捕虜の大量処刑、青年男子の強制連行などは、南京を恐怖の都市と化した」「民間人の殺害が拡大された。水曜日、市内を広範囲に見て回った外国人は、いずれの通りにも民間人の死体を目にした。犠牲者には老人、婦人、子供なども入っていた」「民間人の死傷者の数も、千人を数えるほどに多くなっている。唯一開いている病院はアメリカ系の大学病院であるが、設備は、負傷者の一部を取り扱うのにさえ、不十分である」「現地の中国住民および外国人から尊敬と信頼が得られるはずの、またとない機会を逃してしまった」と報道している。
そのほか、南京戦を見たスミス記者(ロイター通信社)も、事件初期の殺人、傷害、強姦、略奪などの犯罪行為が日本軍によって行われたと報道し、同じく現地を見たメンケン記者（シアトルデイリーニュース（12月16日）・シカゴデイリートリビューン(12月17日））とマクダニエル記者（シアトルデイリータイムズ(12月17日）・スプリングフィールドデイリーリパブリカン(12月18日））も南京事件の悲惨な現実を報道した。また、イギリスのロンドンタイムズ（12月20日）でも報道されており、「日本軍は安全区に入り、戸外で捕らえた中国人を、理由もなくその場で銃殺した」ことが書かれている。
なお、アメリカの新聞が南京事件よりもパネイ号事件（アメリカの船の日本軍による沈没事件）を確かに大きくとりあげたが、まずパネイ号事件は、当時アメリカと日本との間では重大問題となっており、日本海軍・外務省も巻き込んで解決されたが、日米開戦もあわやという事件であった。そして、パネイ号事件は、アメリカ人も同時期のアジアの一部でおきた南京での虐殺事件の新聞報道よりも、アメリカの船を意図的に攻撃したのでは、との世論の高い関心を呼ぶこととなり大きく連続してアメリカでは報道された。同じく、南京事件よりもアメリカで報道されたとされるアリソン殴打事件（在南京アメリカ領事ジョン・ムーア・アリソンを日本軍人が殴打した事件）は、米本土で日本に対する世論の憤慨を巻き起こし、ワシントンでは日本特産シルクのボイコットを求めるデモも発生し、外務省側の陳謝でようやく沈静化した事件であった。
なお、前述のニューヨーク・タイムズ記者だったティルマン・ダーディン特派員は、戦後の日本からの取材にて、(1986年・ 笠原十九司の質問に答え）、日本軍が南京に向かい上海から進軍する約3か月前に、上海から南京に移り在住し、そのとき「戦闘に遭わずに南京に行くため」上海からは南の道を通ったとのべ、またその後、1989年文藝春秋誌上では、日本軍の南京進軍より約3か月前のとき（南京戦のときではない）、上海から南京までの行程では、虐殺は見ていないと説明した（「日本軍は上海周辺など他の戦闘ではその種の虐殺などまるでしていなかった」「上海付近では日本軍の戦いを何度もみたけれども、民間人をやたらに殺すということはなかった。」「（上海から南京へ向かう途中に日本軍が捕虜や民間人を殺害していたことは）ありませんでした。」と答えた）。
一方、欧米の報道の内容に対して疑問を深くする意見が、日本の研究者の中に存在する。「南京戦史」（偕行社）編纂者で南京戦当時独立軽装甲車第二中隊小隊長の畝元正己は、日本に敵意を持つ英米独の宣教師や新聞記者らは、日本軍の行動を針小棒大に伝聞、憶測まで伝えたとする。虐殺否定派の東中野は、南京陥落後の12月13〜15日は日本軍は掃討戦中であり、安全区国際委員会に届けられた殺人事件もそれが全てではないにせよ目撃者のないものが5件のみでスティールら外国人記者が見たという証言の信憑性を疑い、また日本の外交官宛の「虐殺の外電」についても同様に「伝聞が情報源であり日本政府（もしくは軍部）は誤情報を報告されたのではない」としている。また、東中野は当時『ニューヨーク・タイムズ』に掲載された「南京虐殺の証拠写真」とされる写真も虚偽写真の可能性があると主張している。たとえば日本兵の内地への手紙についても正確性や信憑性に疑問が呈されている（例えば、虐殺行為を手紙で内地へで伝えたとしても検閲で落とされるため）。渡部昇一は、『ニューヨーク・タイムズ』やアメリカの地方紙の「大虐殺」の記事を、便衣隊あるいはそれと間違われた市民の処刑を見て誤解したと推定する。
また、日本の前途と歴史教育を考える議員の会によれば、「南京事件の発生後の約2ヶ月の新聞記事を調査、その間は12月の場合は市民が大虐殺されたとか1月以降も強姦や殺人事件があったという記事はない」と主張し、同時にアメリカの船パネイ号事件の日本軍による沈没事件や、1938年1月26日に発生した在南京アメリカ領事ジョン・ムーア・アリソンを日本軍人が殴打した事件（アリソン殴打事件）が主であり、（アリソンへの）殴打事件よりも記事の重要度が低いなら、それ以上のこと、例えば強姦や殺人は南京には当然なかったと主張した。以上の事実から、同会の西川京子衆議院議員（2008年当時）は、ニューヨーク・タイムズもロンドンタイムズも虐殺など全く報道していないと、2013年4月の衆議院予算委員会で述べた。しかし、前述の通り実際には、欧米の新聞は記事の十分さや頻度は別としてこの時期に確かに南京での日本軍の違法殺人を報道しており、またパネイ号事件やアリソン殴打事件が当時のアメリカで南京事件よりも報道された経緯も前述したとおりの事情であったため、当時の欧米の新聞記事の情報の正確さへの疑問はあるものの、欧米の新聞は南京事件を確かに報道しており、決して南京事件が全くなかったとまでは、そして日本による中国軍民の違法殺人が全くなかったとまでは言い切れないとの説がある。

### 中国や連合国側によるプロパガンダとの主張
当時から現在にかけて、中国や連合国側が、報道・著作・映画などの反日的な戦時プロパガンダを用いて、南京事件の実際の被害（史実）を誇張し、日本を貶めているという主張がある。中国がプロパガンダに走った背景には、欧米の大口貿易相手国である日本への具体的な行動を起こすまでには欧米世論が至っていなかった当時の国際情勢の中で、国際連盟での中国側の激しい日本非難さえも欧米を動かしていない現実があった。同時に、事件の事実の誇張や捏造とともに、日中戦争の長期化を狙ったコミンテルンの策謀（宗教的な平和運動への浸透工作）が存在したとの主張もある。

#### 中国のプロパガンダ
中国では、敵対する国家間では相手を打倒するためにあらゆる手段がとられ、戦争のほかに謀略やプロパガンダも用いられ、またプロパガンダは国民を結集する方法でもあるとし、南京事件以前の中国の歴史でも多数のプロパガンダがあると田中秀雄は主張している。田中によれば、中国にとっては敵側の残虐性を宣伝し攻撃する「宣伝が武器よりも優先」し、「プロパガンダが世界に認められたとき、初めて抗日戦争は彼らにとって勝利となる」という思想があり、南京事件もプロパガンダによる誇張があったという。

#### 国民政府（蔣介石政権）におけるプロパガンダ
南京陥落前の1937年11月、対外宣伝組織として国際宣伝処（1938年2月に国民党中央宣伝部へ移管）を設けた。日本の国際的孤立を目的とした、蔣介石の直属機関で、ニューヨーク、ロンドン、パリなどに支部を置いた。国際宣伝処の対敵宣伝科は1937年12月1日にプロパガンダ活動を開始し、対敵宣伝本としてティンパーリの著作を発刊した。
なお当時の国際情勢を評して「世界的に左派リベラルと共産主義が結びついていた「人民戦線」の時代で、"中国を侵略する日本"という図式は確固なものとしてあり、欧米の世論は日本非難に傾きがちだった」と、安全区委員や記者も国民党や共産党とつながっていたという説があり、実際、日本側は当時、安全区国際委員会を「半公式の中国政府機関」とも見なしていた。また、中国側の日本人工作員である鹿地亘と青山和夫が、プロパガンダに影響を与えた説もある。
1937年12月から1938年1月にかけて南京にいたジョン・マギーが現地で撮影したフィルムは、ティンパーリの指示で編集された。「侵略された中国」と題されたこのフィルムは、中国YMCAのジョージ・フィッチが持ち出し、アメリカ各地でYMCA等によって上映された。

#### ソ連・コミンテルンの関与
江崎道朗は、「南京大虐殺」キャンペーンの背後にソ連およびコミンテルンの影響があった可能性を述べている。事件当時、南京にあったドイツ大使館は本国政府に「日本軍は殺人マシーンとなって市民を殺害している」という報告書を提出しているが、江崎は、ソ連のスパイだったリヒャルト・ゾルゲがこの報告書に関与していた疑いがあると述べている。また、ゾルゲはドイツの新聞記者として南京を訪れ、事件を目撃していたといわれる。
A.スメドレーもコミンテルンから資金援助を受けて反日プロパガンダ工作を上海で行い、「南京市民20万人虐殺」説を唱えていた。
上海でゾルゲやスメドレーを支援していたルドルフ・ハンブルガーもソ連赤軍諜報部責任者で、その妻ルート・ウェルナーはゾルゲの助手であり、またジョン・ラーベの友人であった。

#### 米中合作プロパガンダ
有馬哲夫は、終戦後GHQとCIE（民間情報教育局）がウォー・ギルト・インフォメーション・プログラムによって新聞連載『太平洋戰爭史』やラジオ『眞相はかうだ』などで南京の暴行事件を報道し、日本人に「認罪」に導こうとしたとし、また現在の中華人民共和国が「南京大屠殺」を反日プロパガンダとして使う際には戦闘員の戦死、便衣兵の処刑、民間人の虐殺を故意に混同していると主張している。古くは、旅順虐殺事件とイエロー・ジャーナリズムの例もある。秦郁彦や一之瀬俊也は旅順事件を南京事件と比較している。
戦後のGHQの宣伝政策
終戦後の連合国軍占領下の日本でのアメリカ合衆国の宣伝もプロパガンダであり、行き過ぎとも言われることがある。
民間情報教育局のケン・ダイクは『太平洋戰爭史』とラジオ『眞相はかうだ』のメディアキャンペーンを行った。1945年12月8日からGHQの宣伝政策で全国の新聞各紙で連載された『太平洋戰爭史』では
と報道された。

また『太平洋戰爭史』をドラマ仕立てにしたNHKラジオ『眞相はかうだ』が同年12月9日から放送され、そのなかで「南京の暴行」として、
と放送した。
有馬哲夫はこのラジオ番組『眞相はかうだ』は、GHQの民間情報教育局が製作したにもかかわらずそのことを隠しNHK製作であるかのように思いこませたという点でブラック・プロパガンダであるとした。

#### 米国人宣教師によるプロパガンダ疑惑
池田悠は『正論』（2018年12月号）への寄稿で、南京に残留していた複数の米国人宣教師が事件を創作し、それを中国政府が利用したと主張している。

#### ティンパーリ著作におけるプロパガンダ疑惑
オーストラリア人記者でマンチェスター・ガーディアン紙のハロルド・J・ティンパーリは、南京事件の直前9月まで南京に居て、他のジャーナリストの情報などを元に南京事件について1938年著作「戦争とは何か」を出版し、この著作は当時英米だけで12万冊出版され、日本軍の残虐行為を知らしめ、極東国際軍事裁判にも影響を及ぼしたが、この内容に対しては、正確性についてや、そのほか多くの批判・議論がある。
まず、中国政府のプロパガンダによる誇張や脚色が存在するという説がある。ティンパーリ著作の内容は、コミンテルンの支援で日本から帰国した郭沫若が中国語版の序文を書き、また日本版は鹿地亘と青山和夫らが序文を書いた(詳細は#中国や連合国側によるプロパガンダとの主張を参照)。また、鈴木明、北村稔、東中野修道によって『中央宣伝部国際宣伝処工作概要』、国民政府国際宣伝処長の曽虚白自伝(1988年出版)などの中国側の資料が取りあげられ、これらの資料よりティンパーリは蔣介石国民党政府中央宣伝部顧問に就任しており、国民政府の依頼を受けてイギリスやアメリカで戦時プロパガンダを行っていたことが分かる、著作の公平性が疑われると主張した。
このほか、南京陥落の翌日に現地に赴いた外交官福田篤泰は、「残虐行為」の存在を否定しないものの、「私の体験からすれば、本に書いてあるものはずいぶん誇張されている」と述べ、T・J・ティンパレー『中国における日本軍の残虐行為』（1938年）の原資料には、フィッチ神父が現場検証もせずに中国人の訴えを記録したものもあるという。また中国軍の抵抗は激しく、急な進撃で日本軍は食糧が不足し、これが略奪の一因とした。 安全地区の難民に便衣兵が交じっていたことも事実であるとする。また、ティンパリー著作では日本の飛行機が「日機」と表記されるなど中国語寄りの表記があることから、日本留学経験のある中国人が執筆に協力しているのではないかと田中秀雄は指摘している。
なお、執筆者の信頼性に関する論議もある。匿名で書かれた第１章「南京の生き地獄」、第２章「掠奪、虐殺、強姦」、第3章「甘き欺瞞と血醒き暴行」、第４章「悪魔の所為」までは、マイナー・シール・ベイツとジョージ・アシュモア・フィッチが執筆した。ベイツは金陵大学歴史学教授兼安全区国際委員会委員で、国民党顧問であった。フィッチはYMCA支部長で、国民党軍輜重部隊顧問だった。ティンパリーは当時上海におり、南京で見聞した内容ではなかった。
一方、このような批判に対し、渡辺久志は、曽虚白の証言にも問題があり、またティンパーリが国民党中央宣伝部顧問に就任したのも1939年であったといい、井上久士は「曽虚白自伝」が中国側の依頼でティンパーリが書いたとしているのは誤りとしている。笠原十九司は、曽虚白の証言は信憑性がなく採用できないとし、また、ティンパーリの本では主要な部分は南京在住者の手記で構成されているので、著作を捏造とすることは論理的に不可能であるし、もし国民政府の意図に沿った取材を彼が行ったとしても、それより前に「戦争とは何か」を著作しているので捏造ではないとする。なお、ティンパーリやベイツと親しかった新聞記者松本重治の記録では、両名とも日本への好感を持っていたが日本軍の行動によって好感が失望に変わったと記されている。
さて、前述した渡辺久志や笠原十九司はティンパリーが国民党顧問になったのは「戦争とは何か」刊行後の1939年であったために国民党のプロパガンダとティンパリー著作とは無関係であるとする主張に対して、すでに1937年にティンパリーは「戦争とは何か」を発表前に国民党のプロパガンダ工作員となっていたとする反論を、マクヒュードキュメントや董顕光の証言をもとに、展開する意見がある。その説によると、アメリカ海軍情報将校で蔣介石と親しかったジェームズ・M・マクヒューの史料によれば、ティンパリーは南京陥落以前の1937年11月に蔣介石夫妻の私的顧問でオーストラリア人記者ウィリアム・ヘンリー・ドナルドから国民党のプロパガンダ工作員に参加するよう勧誘され、いったんは断ったものの、その後、国民政府元財政部長宋子文と月額1000ドル（現在の貨幣価値で約175万円）の報酬で合意したとされる。ただし、これはそのような資料がコーネル大学にあったと産経新聞が報じたものだが、記事では詳しい原文が紹介されていない。その前にティンパーリはジャキノ神父に協力して上海の南市安全区の設置に関わり、日本軍の松井大将に連れ立って会い、安全区設置を認められたほか、当時の金で１万円の寄付を受けることとなった。宋子文が銀行界の大立者であることから、報じられた金も銀行か銀行界からの南市安全区委員会への寄付である可能性が高い。

#### 記録映像による被害誇張説
『ザ・バトル・オブ・チャイナ』(米国、1944年）監督フランク・キャプラ、およびこの映画を編集した『中国之怒吼』(中華民国(台湾)、1945年）についても、その一部について、アメリカや中国のプロパガンダ映画であるとの批判や問題点の指摘がある。アメリカ陸軍省が監修したプロパガンダ映画『ザ・バトル・オブ・チャイナ』中の「南京大虐殺」シーンは、女性を連行する軍人の肩章や勲章が日本軍のものではない、腰に弾帯を巻いているが日本軍の拳銃は回転式ではないので必要がない、南京事件は12月なのに半袖姿がある、生き埋めにされる婦人の上に「三民主義」と書かれた紙片が載せられるなど、日本軍が南京で行った連行殺害の映像ではなく、中国軍が別の時期に行ったものではないかと大原康男と竹本忠雄は主張している。

#### アイリス・チャンの「天皇の陰謀説」
日本軍部の現場での捕虜殺害命令についての議論とは別に、アイリス・チャンは著書『ザ・レイプ・オブ・南京』で、デビッド・バーガミニの著書『天皇の陰謀』(1971)に基づいて、昭和天皇が朝香宮鳩彦中将に日本軍指揮を命じ、その後朝香宮中将またはその参謀が「捕虜はすべて殺害せよ」との命令を発したと主張した。しかし、アメリカン大学名誉教授のリチャード・フィンはアメリカの歴史家はバーガミニが使った情報源に懐疑的で、天皇や朝香宮中将による命令について信頼に足る証拠はないと批判した。日本のある実証性で知られた歴史家は、バーガミニの『天皇の陰謀』に東京裁判のウェッブ元裁判長が序文を寄せたことを紹介したところ、虐殺否定論者からバーガミニを資料としているとして批判され、「ウェッブが序文を寄せているから寄せていると書いただけで、日本の歴史学会ではバーガミニの本自体は単純なミスや取違い等が多く、資料としては使えないというのが常識となっている（だから、自身は資料にしていない）」と反論している要出典。歴史家のバーバラ・タックマンはバーガミニの『天皇の陰謀』は「ほぼ完全に、著者の推論と悪意ある解釈を好む性向の産物」と非難した。『天皇の陰謀』は米国で一大ベストセラーとなったため影響を無視できず、いいだももは同書を翻訳出版したが、彼自ら同書を歴史修正主義の系譜につらなるものとその後書きに記している。
ただし、実は日本陸軍は、捕虜殺害命令というより、戦時国際法(ハーグ陸戦条約)を蔑ろにしてもよいととれる命令を日中戦争開始後に出したため、捕虜の殺害が正当化されたという説がある（詳しくは#投降兵・捕虜の扱いと戦時国際法を参照）が、この命令はあくまで陸軍省独自の判断による通達であり、たとえ軍の統帥権を持つとしても（戦時国際法を重んじた）天皇陛下の命令では全くない。なお、日本陸軍による捕虜殺害についての、中島今朝吾日記を捕虜殺害命令とする説と論争については#陣中日誌を参照。

#### アイリスチャンなどの南京ホロコースト説
南京事件をホロコーストと呼ぶ説があり、誇張・プロパガンダともされている。
アイリス・チャンは著書「ザ・レイプ・オブ・南京」の副題に「忘れられたホロコースト」と付け、南京の犠牲者は26万から35万にのぼり、東京大空襲や広島・長崎の原爆投下の犠牲者（犠牲者推計約23万8900人）よりも多く、南京事件を犠牲者は580万とも推計されるナチスドイツによるユダヤ人虐殺（ホロコースト)と同一視した。またチャンの著作が刊行された1997年11月30日にニューズウィークはチャンの著作と内容が重複する編集部書名記事「南京のレイプを白日の下に晒してみよう（EXPOSING THE RAPE OF NANKING）」を報道した。
一方、リチャード・フィンはチャンの数字は誇張であり、当時南京にいたラーベは犠牲者を5万〜6万人、現地入りしたダーディン特派員は数千人と記録していると批判した。ハーバード大学のエズラ・ヴォーゲルもラーベの記録はチャンの数よりはるかに少ないと指摘している。スタンフォード大学のデビッド・M・ケネディは「南京で起こった事件はホロコーストに見られる組織的な殺戮と同一視されるべきであると結論を下す理由を、チャンは読者に与えていない」と評した。『ニュー・リパブリック』誌のジェイコブ・ハイルブランは「ホロコーストはナチによる組織的、計画的、かつ政府組織をあげてのユダヤ民族の絶滅を目指す殺人行為だった。だが、南京破壊は戦争犯罪であり、中国人絶滅の試みなどではない。日本政府が事前に残虐行為を命令した証拠はなく、前線の軍隊が暴走した結果だろう。その意味では、南京でのような事件は歴史上、他にも多数、起きたといえる。センセーショナルな宣伝文句に間違った比較を使うことには納得できない」「事件はあくまで軍隊の一部による戦争犯罪であり、日本以外の国の軍隊も同じようなことはしてきたのだ」とコメントし、さらに中国政府は大躍進政策や文化大革命での何百万の大量虐殺に直面することを避け続けていると批判した。
その他にも内外のマスコミや中国の2000年以降の見解にもホロコーストの表現が見られる。

### 戦後の戦犯裁判の検証

#### 南京裁判
阿羅健一は、谷寿夫中将が事件の責任者として裁かれたことについて、谷指揮下の第6師団は城内の数百メートルまで進んだに過ぎず、谷も入城式に参加するために一週間程滞在したのみであるとした。また、谷が裁判にて、事件を知ったのは戦後GHQの「太平洋戰爭史」によってであると述べたとしている。ただし、南京裁判の判決では、まさに事件のおおかたは被告の部隊の駐留期間内に発生し、被告の担当する中華門一帯で放火･殺人･強姦・略奪にあった住民は調査可能な事件が既に459件に達している、証人欧陽都麟が中華門外に死体が散乱していたと証言したとしている。また、第6師団は、捕虜の解放の戦闘詳報が残る一方で、入城しないで向かった南京城近くの長江周辺で軍民を含めた（戦闘の延長と見るかは論議はありうるが）虐殺の記録がある。

#### 東京裁判
この裁判について批判的立場のものからは様々な非難が出されている。すでに#主要な論点での#虐殺の対象でも説明したように、占領後の中国兵への不法殺害の記録や占領直後までの市民殺害などの記された戦時国際法違反は存在するし数も総数は万を優に越える説があるが、占領直後とはいえ都市での市民（に捕虜も含めた）計20万人の「大虐殺」までは様々な資料や証言を積み重ねたとはいえ、近代火器の威力に通常接することのない平和時の一般人の感覚からは信じがたいということもあって、判決に採用されたことについては日本人側からは批判が多い。また、否定派の田中正明は、戦後の戦犯裁判ではじめて中国は死体埋葬一覧表などの資料を急造し、被害者と称する人物の誇大宣伝や「屍体は累々として山をなし、流血は二条の河となって膝に没する程なり」といった文学的作文まで証言・証拠とされ、東京裁判では日本軍に関するかぎり偽証罪がなく、諸報告や記録より総計20万人までの「大虐殺」は不可能であると主張した。ただし、東京裁判で提出された資料は、埋葬一覧表も含め既に南京裁判で提出され、証拠採用されていた資料も多く、こちらは偽証罪の適用があった。また、東京裁判では中華民国政府関係者のまとめた資料であるため提出されなかったが、紅卍会や崇善堂による多くの埋葬現場にはそれぞれ各組織の者の立会で検察官の検分が行われ、その資料は南京裁判に提出されている。アイリス・チャンによれば、埋葬現場の内５か所が発掘され、数千の遺骨と頭蓋骨が掘り出され、裁判で効果を高めるために、多数の頭蓋骨が法廷のテーブルに積み上げられたという。

## 文献記録と口述資料、写真・映像

### 広田弘毅外相の電報
1994年にアメリカ公文書館によって解禁された資料のなかに1938年1月17日付の外務省から在ワシントン日本大使館宛に南京視察後の広田弘毅外相が発信した暗号電報が発見され、「日本軍部隊はフン族のアッティラ王を思い出させるように振る舞った。三十万人以上の中国市民が殺害され、多くは冷酷な死を遂げた」との内容が記録されており、以降中国は虐殺の証拠として「広田電」を宣伝している。アイリス・チャンも、この広田電報が30万虐殺の動かしがたい証拠であると主張した。
しかし、広田外相は当時日本国内におり外務省に送られた南京事件の資料を見聞しただけで、南京視察は行っていない。また、ジョージ・ワシントン大学のダキン・ヤンはこの電報は広田弘毅ではなく、記者ティンパリーが書いたニュースであると指摘している。諸君!編集部はこの電報とされる文書はティンパーリー記事を現地の日本当局が検閲・押収したもので、「アッチラ大王」や「フン族」などの言及からも日本人らしからぬ発想であると指摘している。

### 証言
当時南京戦に参加した日本軍将兵や従軍記者、外交官などの証言があり、「虐殺」があった、「捕虜」「便衣兵」の処刑を目撃したという証言がある。一方で、当時「虐殺」は見ていない・聞いていないとする証言も多数ある。また再調査によって証言が虚偽であったことが判明しているものもある。日本人以外では戦後の南京裁判や東京裁判で証人となった安全区にいた外国人の証言や中国人の証言がある。

### 日記史料

#### 陣中日誌
陸軍士官・陸上自衛隊・航空自衛隊元幹部のOB会偕行社が編纂した「南京戦史」・「南京戦史資料集I」「南京戦史資料集II」には多数の軍人の陣中日誌、日記、部隊の戦闘詳報が掲載されており、松井石根大将、飯沼守上海派遣軍参謀長(資料集I)、上村利道上海派遣軍参謀副長(資料集II)、山田栴二(歩兵第104旅団長・山田支隊支隊長)の日記等が収録されている。個別の出版では、下士官だった村田 和志郎の「日中戦争日記」（1986年出版）などが出されている。
- 第16師団長中島今朝吾の陣中日誌

この記述の「大体捕虜ハセヌ方針」を軍による捕虜殺害命令とする見方がある(藤原彰、笠原十九司、秦郁彦、吉田裕)。吉田裕は裏付けとして第38連隊児玉義雄証言、第16師団歩兵33連隊、第114師団第66連隊第一大隊戦闘詳報を挙げている。一方で、中島日記の記述を裏付ける命令書のような物証が発見されていないことをもって、東中野修道はこの「方針」は捕虜殺害の意味でないの主張した。そして当初から殺害する方針であったなら明記するはずであり、明記されていないのはこの「方針」が捕虜にせずに釈放するとの意味だと述べている。そしてその証拠として上海派遣軍参謀・大西一大尉「これは銃器を取り上げ、釈放せい、ということです」という証言を挙げている。また、後年のことになるが日本軍は捕虜収容所を作り、捕虜を収容して汪兆銘政権下の兵士となった者もいて、戦闘中の捕虜を解放した事例もあるとする。ただしこの大西の発言は何の根拠もない彼個人の意見であり、笠原十九司は大西自身の証言からも、大西が当時中島と話をしたわけでもなく、そもそも見かけたことがあるだけであり、中島とろくに会ったこともなければ知っていたわけでもないと述べて東中野の主張に疑問を呈している。また大西について、彼は南京事件についても単にシロだ、シロだと言うだけで反論になっていないとの批判よある。東中野のこの主張はあまりにも無理があり、また、日記に｢百、二百に分割した後に適当の箇所に誘導して処理する」とあることから釈放ではなく殺害であることは明らかだとの指摘がある。
- 小原立一 (第16師団経理部予備主計少尉 )日記1937年12月14日「最前線の兵七名で凡そ三一〇名の正規軍を捕虜にしてきたので見に行った。色々な奴がいる。武器を取りあげ服装検査、その間に逃亡を計った奴三名は直ちに銃殺、間もなく一人ずつ一丁ばかり離れた所へ引き出し兵隊二百人ばかりで全部突き殺す・・・・中に女一名あり、殺して陰部に木片を突っこむ」　秦郁彦が引用[153]。
- 井家又一 (歩兵第7連隊第2中隊上等兵) 日記12月22日「百六十余名を連れて南京外人街を叱りつつ、古林寺付近の要地帯に掩蓋銃座が至る所に見る。(中略)一軒家にぶちこめた。家屋から五人連をつれてきては突くのである。（中略）戦にやぶれた兵の行先は日本軍人に殺されたのだ。針金で腕をしめる、首をつなぎ、棒でたたきたたきつれ行くのである。 （中略）水の中に飛び込んであぶあぶしている奴、中に逃げる為に屋根裏にしがみついてかくれている奴もいる。 いくら呼べど下りてこぬ為ガソリンで家具を焼く。火達磨となって二・三人がとんで出て来たのを突殺す[285]」。
- 児玉義雄 (第16師団第38連隊の副官)  師団命令として中国兵の降伏を拒否し、殺害するよう伝えられた[281]。
- 佐々木到一(第16師団歩兵第30旅団旅団長) 掃討戦記『佐々木到一少将私記』[286]「城外近郊にあって不逞行為をつづけつつある敗残兵も逐次捕縛。下関において処分せらるもの数千に達す。」
- 遠藤高明（第13師団山田支隊第65連隊第8中隊少尉）
- 黒須忠信 (第13師団山田支隊山砲兵第19連隊第3大隊上等兵)
- 牧原信夫（第7師団歩兵第26連隊・上等兵） 笠原十九司『南京事件』で引用
- 堀越文雄 （第13師団山田支隊歩兵第65連隊)  中国人女、子供を銃殺。笠原十九司『南京事件』で引用
- 大寺隆 (第13師団山田支隊歩兵第65連隊第7中隊)  12月18日、昨夜までの揚子江捕虜殺害は2万。笠原十九司『南京事件』で引用
- 増田六助 (第16師団歩兵20連隊伍長)難民区掃討。『南京戦史資料集』偕行社。笠原十九司『南京事件』で引用
- 宇和田弥市 (第6師団歩兵第36旅団都城歩兵第23連隊上等兵) 朝日新聞1984年8月4日記事、秦郁彦『南京事件 増補版』で引用　（詳細は朝日新聞の「南京大虐殺の証拠となる日記・写真」を参照）

#### 欧米人の日記・記録
- ジョン・ラーベ- 南京安全区国際委員会委員長。日記（日本語訳「南京の真実」）[287]。ジョン・ラーベは日本軍入城後は秩序が安定すると信じていた[288]ものの日本軍の行動に裏切られる。日記には、ラーベ等の安全区での活動や日本側との折衝も書かれており、同時に日本軍の暴行や不法殺人も記録されている。一方で、在南京ドイツ大使館のシャルフェンベルク事務長のように、ラーベはアメリカに肩入れしすぎ、中国側からの一方的情報を聞いているだけという批判もある[289]。
- ミニー・ヴォートリン- 南京安全区国際委員会の女性委員であり金陵女子大学内に女性をかくまうなど救援し、日記を残した[290]。
- ロバート・O・ウィルソン- 南京安全区国際委員会委員であり金陵大学付属病院（鼓楼病院）の医師。本人の手紙[291]。
- ジョージ・アシュモア・フィッチ - 南京安全区国際委員会のメンバー。本人の著書「中国での八十年」[292]。
- ジェームズ・H・マッカラム- 南京安全区国際委員会委員。宣教師であり金陵大学付属病院（鼓楼病院）の事務管理総括（医師ではない）[293][294]。マッカラムの1937年12月29日の日記の以下の文章は、日本軍の虐殺否定の証拠として東京裁判[295]に提出された[296]。1937年12月29日「（安全区に入ってきた日本軍は）礼儀正しく、しかも尊敬して私どもを処遇してくれました。若干のたいへん愉快な日本兵がいました。私は時々日本兵が若干の支那人を助けたり、また遊ぶために、支那人の赤子を抱き上げているのを目撃しました」。なお同日日記に「私たちのことを丁重に扱ってくれる、たいへん気持のよい日本人もいることはいるが、他はおしなべて随分と残酷で、なぐったり、ぶったりするのを見ると恐ろしくなる」とも記載[297]。マッカラムの日記には他にも日本側の食料提供などを好意的に書いた部分もあるが、12月30日、1月7日の日記には「きょう病院に運ばれてきた男性は内臓を貫通されて腸が四フィートもとび出ていた。幸い彼は九死に一生を得た。ボブ・ウィルソン（引用注：ロバート・O・ウィルソン医師のこと）がほぼ半日かけて傷を縫合した。夕食前に日本兵二人が来て、一二歳の少女を黄色のタクシーで連れ去った。」「プライスの庭で、六ヵ月ぐらいの赤ん坊が泣いていた。かたわらで日本兵が母親を強姦している。兵士は赤ん坊の口と鼻を押さえて窒息させてしまった。」という記載もある[298]。
- 国民党監修南京安全区国際委員会の記録集『Documents of the Nanking Safety Zone（南京安全地帯の記録)』-この記録を翻訳した否定派の 冨澤繁信は、記録に日本軍兵士の所行とされる根拠がなく、むしろ日本軍兵士の所行とされるべきものは少ないと推論し、しかも記録内容が事実であっても大虐殺説の間違いを証明すると主張した[299]。

- ハロルド・J・ティンパーリ-オーストラリア人記者でマンチェスター・ガーディアン紙のハロルド・J・ティンパーリは、南京事件の直前9月まで南京に居て、他のジャーナリストの情報などを元に南京事件について1938年著作「戦争とは何か」を出版した[227][228]。この著作は当時イギリス、アメリカ、フランス、コペンハーゲン、中国、日本で刊行され、英米だけで12万冊出版され、日本軍の残虐行為について広く世界に知らしめることとなり、戦後の戦犯裁判にも影響を与えた[228]。この著作には、その内容、信憑性に議論がある#ティンパーリ著作におけるプロパガンダ疑惑。

#### 中国人の日記
2015年ユネスコ記憶遺産に登録された程瑞芳の日記について、日本の否定派から、この日記では強姦8件、略奪6件、拉致1件、殴打1件のみで殺人事件の記録もなく、また目撃証言もないので、「大虐殺」の証拠としては不適当であるという批判がある。

### 遺体埋葬記録とその論争
南京事件では、日本軍の違法殺人による軍人・民間人の遺体が城外で殺されたあと、長江に流された例が数多く記録されているが、城内や城外にも遺棄遺体（ただし、他の戦闘や違法でない戦闘の死亡者などの遺棄遺体などの違法殺人以外の遺体も含むので全てが虐殺（違法殺人）とは限らない）が数多く残されていたので、中国側の慈善団体である紅卍字会と崇善堂とが、多くの遺体処理を行ったことが記録も含めて残っている。両団体が4月まで行った遺体の埋葬数は、以下のとおりであり、南京城内での作業分担は、紅卍字会が安全区のある城内西側を、そして崇善堂が城内東側を担当した。
なお、死者は城内外ともに9割以上が成人男性であり、違法殺人か戦死かは別として中国軍人が多数であるが、ミニー・ヴォートリン日記では、紅卍字会の処理遺体の3分の１は民間人の死体であった報告があり（4月2日）、紅卍字会の処理した城内1,793体の遺体の80％は民間人(4月15日）との伝聞情報を記述している。
この埋葬数に対して、東中野修道は、ジョン・ラーベの日記の中に、1月末まで近所にあった遺体の埋葬を日本側が許可しなかったとの記述があることから、ウソがあるとみなし、また崇善堂の4月以降の埋葬数が過大であり不可能な数字とみなし、同団体の存在も含めて埋葬数の信憑性が低いと述べている。また、阿羅健一は、3月に成立した日本の傀儡政権の中華民国維新政府の資料に、崇善堂の活動が再開された時期が1938年9月とのみ記されている（ただし、団体の一覧表に活動再開時期の年月のみが記述されただけであり、どのような活動の再開か、資料の背景等の詳細は全く記載されていない）ことを根拠に、それ以前は活動していないと主張した。そのうえで、水間政憲は、以上の考えから、崇善堂の埋葬活動をナシ、イコール実績なしであるとし、崇善堂の南京城外の城外埋葬104,718人と城内の東側の埋葬7,549人をゼロとみなし、南京事件の埋葬数（被害者数）は紅卍字会の埋葬、しかも城外埋葬41,330人は南京事件の被害とみなさず、城内の1,793人の埋葬のみが被害者（しかも女性・子供の様な確実に民間人と特定できる死者数はその中のわずか“34人”だった）であると主張した。
これら否定派への反論として、井上久士は、まず日本軍特務機関の記録から1月にはすでに埋葬活動そのものが許可されていたと反論し、また崇善堂もすでに長い歴史を持った現地の互助団体として不動産収入などを得て活動しており（日本側がこの団体に埋葬を委託した資料はないが）、南京市自治委員会への書簡などの具体的資料により崇善堂の1-2月の埋葬活動が確認できている、資料にある崇善堂が再開された1938年9月は南京の行政機構に正式に再登録された意味であると述べている。ただし、同氏は、4月以降の埋葬数が多いのは、3月にはもう遺体の損傷が激しくなったので多数の遺体が粗雑に埋葬されたためかもしれないが、粗雑であれば埋葬数字の信頼性も低い（が埋葬活動の全面否定まではされない）と推察する。また、崇善堂の埋葬活動に関する記録はたしかに少ないことを認めつつも、即、偽資料や捏造と呼ぶことについては、資料をあげつつ批判している。実際に南京裁判の崇善堂関係者からの提出資料によれば、従来の慈善事業に加えこの時期埋葬隊を組織したことを述べている。
崇善堂の埋葬数が急増するのは4月以降城外での作業に移ってからで、4つの隊、１隊は作業員10名で埋葬を行っている。この時期、埋葬ペースの高い隊は4月9日から4月18日までの10日間で26,612体、１日１人当り266体を埋葬している。埋葬に参加した崔金貴は遺体は近くに穴を掘って埋めるか、もともとあった濠(クリークのことと思われる)まで引いて行って投げ入れて土をかける形であったとする。なお、濠とはこの地域に張巡らされたクリークのことと思われる。虐殺は城外での方が激しかったという話もあり、大量の捕虜や敗残兵狩りにあった住民が一か所に集められて処刑され、いわば其の集団処刑場にあった大量の死体を、時期的に渇水期で水の来なくなった枯れクリークに、放り込む形で集中的に処理できた所も多かったとすれば、必ずしも不可能とは考えられない。
また、紅卍字会の記録には、わずか1日で6,000体の城外の埋葬という記録があり、その記録を虚構という説があるが、洞富雄が中国にある原本を調べたところ、そのときは長江沿いに遺棄された大量の遺体をそのまま長江に(埋葬せず）流したと記載されているので、説明がつくと述べた。

### 文学作品・映画など
南京事件#南京事件を扱った作品を参照。記録映画は#記録映像資料も参照。

### 書簡史料
2000年に死後発表された従軍作家火野葦平の手紙には、以下のように記載されている。

#### 疑問ある写真
南京事件の写真資料（マギー牧師の写真、国民党が編纂した『日寇暴行実録』(1938年)、日本人のカメラマン撮影など）は、数多く存在しているが、その信憑性を検証しないままに扱われていた。だが、後述するように1984年の朝日新聞1984年8月4日大阪版夕刊(翌朝全国掲載）「南京大虐殺の証拠写真」の生首写真が間違いであったなど、信憑性のない写真が一部混在していた。
南京事件関連の写真を検証してきた松尾一郎 やその研究に参加した東中野修道等は、アイリス・チャンの著作などの南京事件関係の書籍に掲載数多くの「証拠写真」を捏造写真としている。故意（捏造）であるかは、別として今まで指摘された間違い写真の例は、他の関係ない写真が混じっている、南京事件の後の1938年の日本軍の軍装（つまり南京以外の場所のもの）、編集者の誤記など、様々である。
その上で、東中野修道”南京大虐殺の証拠写真はすべて捏造である”と主張している。ただし、東中野修道の写真分析と全て捏造という主張には、行き過ぎがあり、考証・指摘の間違いもある。例えば女性の陰部に異物を入れる残虐行為は中国人しか行わないので偽写真とみなしたが、実は日本兵も同じことを行っていた記録はあり、そもそも外国人でも殺人事件そのものは撮影がほぼ不可能なことを考慮していない、などの疑問点が存在する。
産経新聞は2008年、南京市にある南京大虐殺紀念館が南京事件と無関係であると指摘された写真3枚を最近になり撤去したと報じた。しかし、記念館側は、産経新聞の主張する3点は戦争に関連するものとして過去に使ったことはあるが、もともと近年の展示物になかったものだとして、これを否定した。なお、3枚の内1枚は、世界的に上海事変当時のものとして有名な「上海南駅の赤ん坊」の写真である。
1. 『アサヒグラフ』1937年（昭和12年）11月10日号

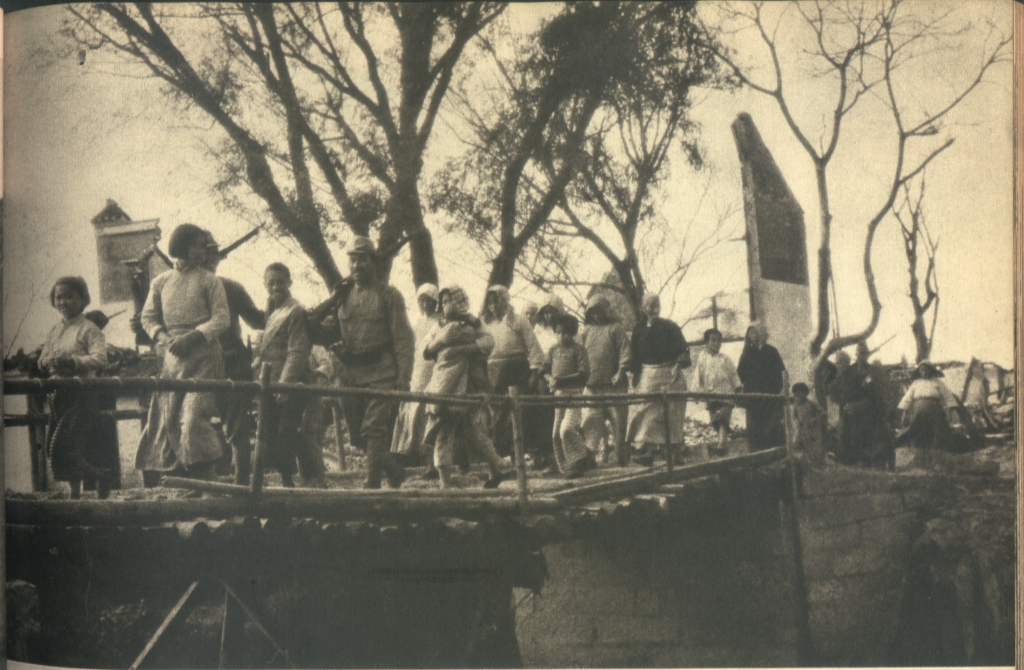
「我が兵に援けられて野良仕事より部落へかへる日の丸部落の女子供の群れ」1937年10月14日熊崎玉樹撮影 『アサヒグラフ』1937年11月10日号。
中国国民政府(蔣介石政権)によって1938年の『日寇暴行実録』で日本軍に拉致された中国人女性と解説され転載された。

写真週刊誌『アサヒグラフ』1937年（昭和12年）11月10日号に、江蘇省宝山県盛家橋部落の中国人農民の写真に「我が兵（日本軍）に援けられて野良仕事より部落へかへる日の丸部落の女子供の群れ」とキャプションがつけられ掲載された。この写真は翌1938年に中国国民政府軍事委員会政治部『日寇暴行実録』に「日本兵に拉致される中国人女性と説明され無断転載された。
この『日寇暴行実録』の写真は、本多勝一が1972年の著書『中国の日本軍』(創樹社)や、1997年11月発行の笠原十九司『南京事件』III章の扉に「日本兵に拉致される江南地方の中国人女性たち」のキャプションで掲載された。
1998年、秦郁彦がこの写真の原版は『アサヒグラフ』昭和12年11月10日号に掲載された「我が兵士（日本軍）に援けられて野良仕事より部落へかへる日の丸部落の女子供の群れ」という写真であることが指摘された。笠原は、中国国民政府軍事委員会政治部が事実と異なるキャプションを付したことに気付かず使用したことにつき、秦郁彦に謝意を表し、撮影者の故熊崎玉樹カメラマン、朝日新聞、読者に詫びた。これを受け岩波書店も謝罪文を掲載して出品を一時停止し、笠原と相談の上で『村瀬守保写真集 私の従軍中国戦線』の日本兵に強姦されたという老婆の写真に差し替えた。
2014年に週刊新潮が、本多勝一が著書『中国の日本軍』に「婦女子を狩り集めて連れて行く日本兵。強姦や輪姦は7歳の幼女から70歳の老婆まで及んだ」とのキャプションとともに掲載していた（上記笠原と同様の）写真の誤用を指摘すると、本多は「『中国の日本軍』の写真説明は、同書の凡例にも明記してあるとおり、〈すべて中国側の調査・証言にもとづく〉ものです。ただ中国側に問題点があることは、俺が司会を務めた座談会 で、吉田裕さんが次のように指摘しているとおりだと思います。<中国側の対応で問題があるのは写真の使い方ですね。いつ、だれが、どこで撮ったかという根拠を確認しないままに、政治的なキャンペーンの中で勝手に写真を使っている。日本の市民運動側もそれを無批判に受け入れてしまうような一面があって、それを反動派につけこまれている>。『アサヒグラフ』に別のキャプションで掲載されているとの指摘は、俺の記憶では初めてです。確かに誤用のようです」と、文書で回答を寄せた。
なお、おおもとの出典によれば、この写真は、まさに南京事件の起きた南京進攻・攻略へと、そのままにつながっていく第二次上海事変の最中に上海近くの町で撮られた写真ということになる。出典のキャプションでは野良仕事帰りの住民の写真ということだが、にもかかわらず女性・老人・少年ばかりで青壮年の男性が一切写っていない。本当に農作業帰りの村人の群れであれば、もっとも居そうな青壮年の男性らがなぜ全くいないのか、どこかに無事でいるのか、不明のままである。上記の議論を通じて、なぜか、この点が問題にされたことはない。

2. 朝日新聞の「南京大虐殺の証拠となる日記・写真」
朝日新聞1984年8月4日大阪版夕刊(翌朝全国掲載）が、南京事件の証拠として、亡くなった元兵士の日記と同兵士が所持していた写真3枚を公開した。日記には南京事件の一部ともいえる虐殺行為が記され、写真は、死体と思われる女性と老人の写真が2枚、12人の生首が雑然と寄せ集められた写真が1枚あった。（なお、この生首の写真は、アイリス・チャンが『ザ・レイプ・オブ・南京』に使った、生首多数が整然と並べられた写真とは全く別の物である。）
この元兵士が所属していた歩兵23連隊（宮崎県）の戦友会「都城二十三連隊会」は偽造日記・写真による虚報だと疑い、朝日新聞宮崎支局に出向き抗議し、記事の訂正を求めた。朝日新聞支局長は日記は本物であることを説明、取材源を守るため筆跡が分からないように数メートル離した形で現物を見せた。結局、朝日新聞は、同連隊が無関係だと表明していると報じることで、連隊会の了解を得たが、これは宮崎版のみでの掲載の扱いとなった。  これに気付いた連隊会は態度を硬化させた。また、旧統一教会系メディアである「世界日報」がこの問題に関心を寄せ、生首の写真については昭和初期に満州で処刑された馬賊のものとして出回っていた市販写真であることを指摘した。後日の連隊会との話し合いを経て、朝日新聞は写真について南京事件とは関係ないものであったとの訂正記事を出した。
連隊関係者は一時は不買運動や訴訟を起こすことも考え、日記も偽物であることを証明しようと、朝日西部本社の保管する日記の保全申立てを小倉簡裁に行った。しかしこの頃までには連隊は、数年前の連隊史編纂時にこの日記を借り受け、連隊史に日記の引用までしていたことを把握しており、歴史家の秦郁彦は連隊側かわ日記が本物であると分かっていたとしている。連隊会側からの日記の保全請求は最終的に地裁で認められず、連隊会は本訴も検討したものの結局断念し、1986年1月朝日新聞と和解した。
朝日新聞は、はじめから写真については撮影場所が不明であり、ただ元兵士が生前家族に南京虐殺の写真と語って悩んでいたことを伝えしたうえで、日記と写真について「事実を物語る歴史的資料となるとみられる」と報じていたが、しばしば、虐殺否定論者は、生首写真が関係なかったことのみを取り上げ、「朝日新聞が動かぬ事実を物語る歴史的証拠写真と報じた」といった形で批判している。ちなみに日記には残虐行為とその果ての虐殺についての記述がある。著作で写真入りで日記を紹介した秦は、同連隊には虐殺はあったとする元兵士もいるため、記載内容の信頼性は「確実と考えてよい」としている。
3. 村瀬守保写真集
村瀬守保写真集・『従軍中国戦線』は東中野修道からその信憑性について疑義が出されたが、笠原は反論している。
記録映像資料
- マギーフィルム - ジョン・マギーの記録映像。虐殺などの具体的な記録である。一方で、南京虐殺の否定論者からは、その信頼性が議論対象とされることがままある[要出典]。
- 『南京』(日本、1938年) - 日本陸軍の記録映像による戦線後方記録映画。当時の日本陸軍のプロパガンダ映画であるとの批判や問題点の指摘があり、論争がある。この映画のカメラマン白井茂は中国の人々が銃殺されるのを目撃したこと、日本軍の入城式の場でも住民が「しょうがない」と歓迎の手旗をふったことがあった、と証言している[330]。
- 『ザ・バトル・オブ・チャイナ』(米国、1944年）監督フランク・キャプラ、およびこの映画を編集した『中国之怒吼』(中華民国(台湾)、1945年）などのアメリカ・中国のプロパガンダ映画説については#記録映像による被害誇張説を参照。

### ユネスコ記憶遺産登録に関して
中国が南京事件に関する文書と慰安婦関連資料のユネスコ記憶遺産への登録申請をユネスコへ行ったことに対し、日本政府は登録までに繰返し中国政府に申請を取り下げるよう抗議を行っていた。2015年10月9日にユネスコは「Nanjing Massacre (南京虐殺)」に関する文書をユネスコ記憶遺産に登録することを決めた。
中国が申請し、登録された資料は、犠牲者数を30万人以上とした南京軍事法廷の判決書の他、日本軍が撮影した写真、アメリカ人牧師が撮影したフィルム、生存者とされる者の証言や外国人の日記など11点であった。
1. 金陵女子文理学院宿舎管理員・程瑞芳の日記
2. 米国人ジョン・マギー牧師の16ミリフィルム
3. 南京市民の羅瑾が保存した日本軍撮影の民間人虐殺や女性へのいたずら、強姦の写真16枚
4. 呉旋が南京臨時政府参議院宛てに送った日本軍の暴行写真
5. 南京軍事法廷における谷寿夫への判決文
6. 南京軍事法廷での米国人マイナー・シール・ベイツの証言
7. 南京大虐殺の生存者陸李秀英の証言
8. 南京臨時政府調査委員会の調査表
9. 南京軍事法廷が調査した犯罪の証拠
10. 南京大虐殺の案件に対する市民の上申書
11. 外国人日記「南京占領－目撃者の記述」

日本政府は中国の申請はユネスコ記憶遺産の政治利用であると抗議した。登録発表後、日本政府は「資料は中国側の一方的な主張に基づいており、真正性や完全性に問題があることは明らかだ。」として抗議した。日本外務省は「中立公平であるべき国際機関として問題であり、極めて遺憾」「政治利用されることがないよう制度改革を求めていく」との外務報道官談話を発表した。また、日本政府は登録された際には世界第二位の拠出率(アメリカは支払いを停止しているため日本が実質一位)のユネスコの分担金を見直すことを示唆していたが、登録を受けて分担金拠出の凍結の検討に入った。日本の自由民主党や民主党や維新の党など与野党も登録を批判した。毎日新聞はユネスコ世界遺産と無形文化遺産は、登録審議が公開されるが、記憶遺産は審議も勧告内容も非公開であるため透明化が求められていると報じた。このほか藤岡信勝は登録を決定した現事務局長イリナ・ボコヴァは抗日戦争勝利70周年記念式典にも参加した親中派であり、公正性にも疑問があるとした。

## 関連作品に関する論争
- 本宮ひろ志の漫画『国が燃える』では、南京事件に関する描写が問題となった。
- 英国人記者ジョージ・ホッグ（英語版）を主人公にしたオーストラリア・中国・ドイツ合作映画『チルドレン・オブ・ホァンシー 遥かなる希望の道』が2008年に製作され、同作の中でホッグは南京事件を報道した記者として描かれた[337]。2015年10月には、習近平総書記が訪英した際に、南京事件を報道した記者としてホッグの名前をあげて日本を非難した[337]。しかし、産経新聞の報道によると、映画原作者で脚本も担当したジェームズ・マクマナスは、「ホッグが中国入りしたのは1938年2月であり、しかも南京には行っていない。映画は脚色され、事実そのままではない」と回答した。さらにホッグはマンチェスター・ガーディアン記者であったとされるが、署名記事も在職記録も発見できなかった[337][注釈 31]。なお、ホッグは上海に行き、日中間の過酷な上海事変に遭遇し、また、のちに黄石で孤児らの世話をし彼らを甘粛省の山丹に移動させたのは事実であるが、とくに後者については、映画にあるように迫りくる日本軍を恐れてというよりは直接には国民党軍らに少年らを軍協力に出させられることを恐れたことが大きい（参照：George Hogg (adventurer)）。

## 論争に対する評価
南京事件論争に対して、各方面の識者から批判がなされている。
- 心理学者の中山治は、「互いに誹謗中傷、揚げ足の取り合いをし、ドロ試合を繰り広げている。事実をしっかり確認するどころの騒ぎではなくなっているのである。こうなったら残念ながら収拾が付かない。」と論評している[338]。
- 政治学者の藤原帰一は、論争は「生産的な形を取ることはなかった。論争当事者が自分の判断については疑いを持たず、相手の判断を基本的に信用しないため、自分の偏見を棚に上げて、相手の偏見を暴露するという形でしか、この議論は進みようがなかったからである。（中略）新たな認識を生むというよりは、偏見の補強しか招いていない」と論評している[339]。